# Confederate States Marine Corps

Siegel der Confederate States Navy

Banner (Guideon) des Confederate States Marine Corps

Das Confederate States Marine Corps (CSMC) war Teil der Confederate States Navy. Es wurde 1861 im Zuge des Sezessionskrieges auf Beschluss des Kongresses der Konföderierten Staaten aufgestellt. Seine Organisationsstruktur war mit dem des US-Marine Corps identisch. Das CSMC war eine der wenigen regulären Einheiten im konföderierten Militärapparat, wodurch an seine Soldaten auch höhere Anforderungen gestellt wurden. Die Marines waren sowohl als Infanteristen als auch als Artilleristen einsetzbar, was es ihnen ermöglichte, sich während des Krieges schnell an die Gegebenheiten vor Ort anzupassen. Sie dienten überwiegend in Küstenbefestigungen, aber auch in Infanterie- und Artillerieeinheiten. Das Korps erreichte jedoch nie seine geplante Mannschaftsstärke, deswegen es während des gesamten Krieges mit seinen Aufgaben mehr als ausgelastet war. Es trug dennoch maßgeblich dazu bei, die Existenz der Konföderation zu verlängern, indem es z. B. die Hauptstadt Richmond schützte, die für den Nachschub bedeutsamen Hafenstädte verteidigte und Schlüsselpositionen in den Frontlinien mehrerer bedeutender Schlachten hielt. Die Marines konnten so während des Krieges einige bemerkenswerte Siege zu Land und zu Wasser erringen. Darüber hinaus führte die Armee, mit tatkräftiger Unterstützung der Marines, mehrere erfolgreiche Feldzüge am östlichen Kriegsschauplatz durch. Obwohl technologische Fortschritte und Personalmangel ihre Kampfaufträge stark veränderte, blieb die Marineinfanterie ein wichtiger Teil der konföderierten Seestreitkräfte. Letztendlich war das CSMC jedoch nicht in der Lage, die ihm vorgegebenen militärischen Ziele auch nur ansatzweise zu erreichen.

## Einsatz im Bürgerkrieg

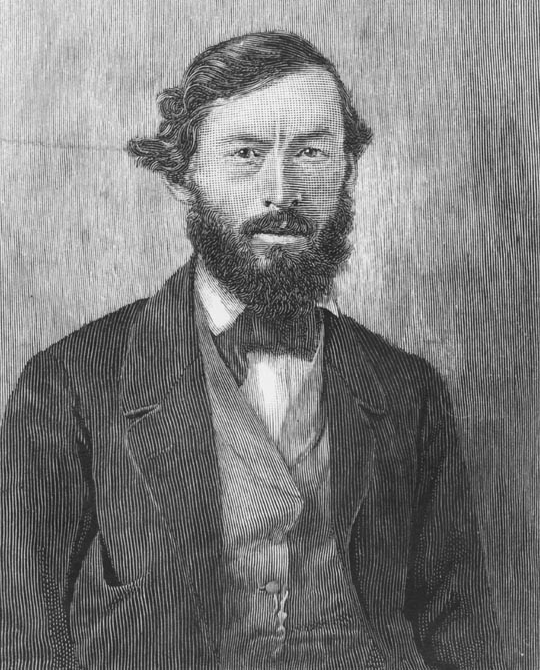
Commander John Tyler Wood, Adjutant des Präsidenten

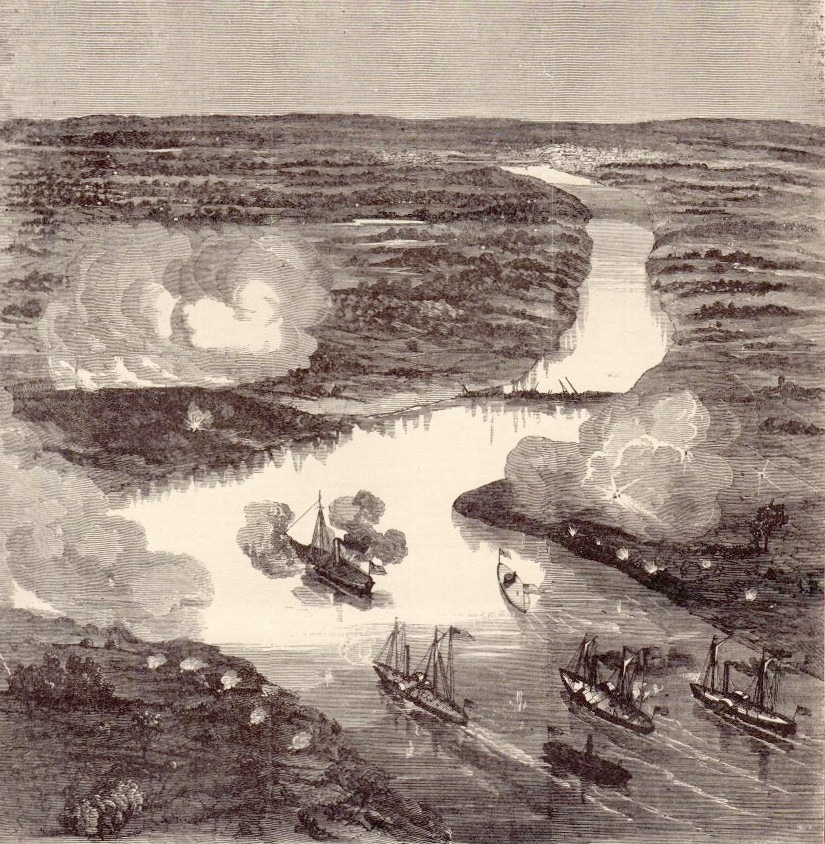
Angriff von US Kanonenbooten auf Drewry's Bluff, Mai 1862

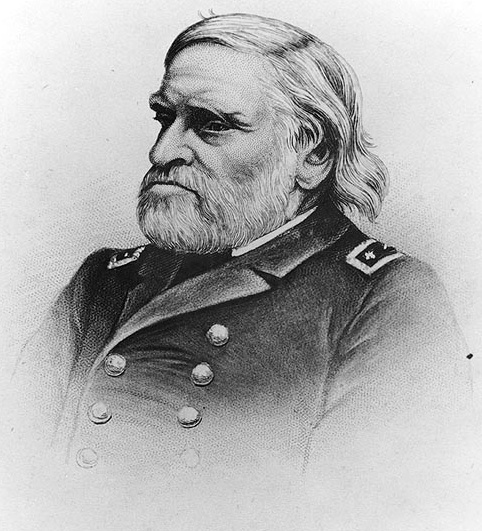
Josiah Tattnall

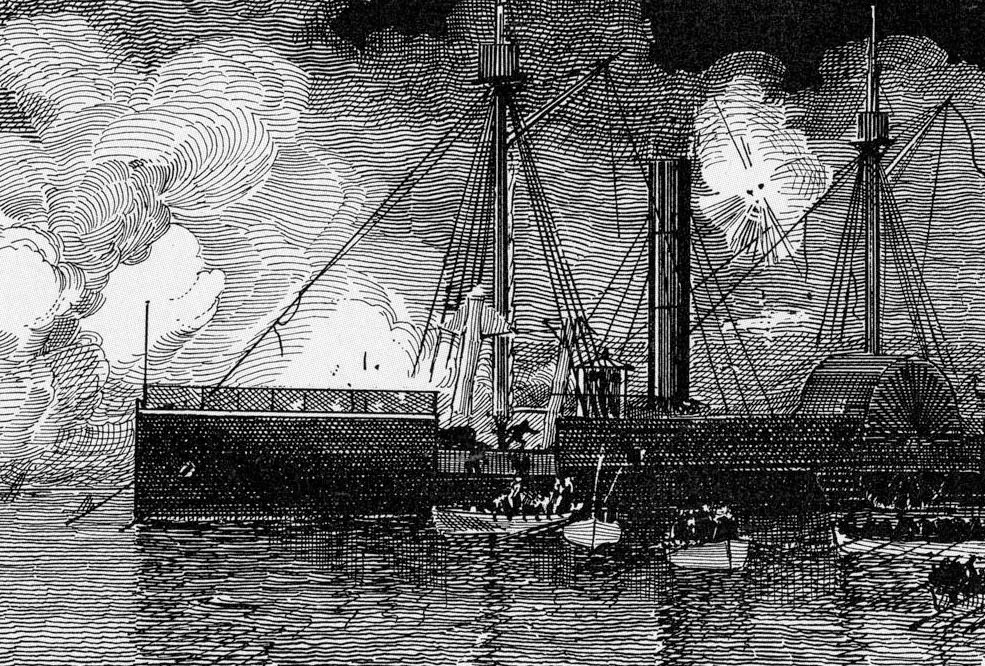
Kaperung der USS Underwriter durch ein konföderiertes Enterkommando, 2. Februar 1862

Von 1860 bis 1865 dienten CS-Marines an Bord von zahlreichen Schiffen, auf zwei schwimmenden Batterien und sie waren Teil der Besatzung von mindestens drei Landbatterien. Die Marineinfanteristen waren über dem ganzen Süden verteilt stationiert und waren in fast jedem größeren See-, Fluß- oder Küstensicherungsgefecht im Einsatz. Darüber hinaus zählten viele von ihnen zu den Veteranen einiger bedeutender Landschlachten des Bürgerkrieges.

### 1860–1861
Nachdem South Carolina am 20. Dezember 1860 aus der Union ausgetreten war, entsandte Washington kleine Trupps der US Marines in den Süden (die nicht einmal Kompaniestärke erreichten) um Küstenforts und Werften vor der Übernahme durch Milizen der Rebellenstaaten zu sichern. Während der Mission geriet die Loyalität von denjenigen, die sich in erster Linie ihren Heimatstaaten verpflichtet fühlten, ins Wanken, und nach der Gründung der Konföderierten Staaten von Amerika, am 4. Februar 1861, traten viele von ihnen aus dem USMC aus, um sich dem konföderierten Militär zur Verfügung zu stellen. Währenddessen leitete CS-Marineminister Stephen Mallory die Gründung der konföderierten Marine und eines eigenen Marine Corps ein. Der CS-Kongress verabschiedete hierfür ein eigenes Gesetz, das von Präsident Jefferson Davis am 16. März 1861 genehmigt wurde. In einem eigenen Absatz wurde auch die Aufstellung des CSMC normiert. Im ersten Kriegsjahr absolvierten die Marinesoldaten nur wenige Einsätze, meistens wurden sie zur Unterstützung der Küstenverteidigung nach Florida und Georgia entsandt. Die erste Landeoperation des CSMC war die Einnahme von Ship Island (Mississippi), am 7. Juli 1861 durch eine Kompanie unter dem Kommando von Captain Reuben Thorn. Präsident Lincolns Blockade der südlichen Handelshäfen seit April 1861 verlieh besonders New Orleans und Biloxi (Mississippi), eine große strategische Bedeutung. Generalmajor Mansfield Lovell erkannte die Notwendigkeit, die Insel unbedingt zu halten, um von dort aus amphibische Operationen der Union gegen New Orleans zu verhindern. Am 16. September 1861 schrieb General Braxton Bragg in seinem Bericht, dass in der Nacht des 8. September ein Boot mit neun Marinesoldaten des Hafenschutzes in Pensacola (Florida) nicht von seiner Patrouille zurückkehrte und zum Feind übergelaufen war. Auch Colonel Harvey Brown, Kommandeur der Unionstruppen in Pensacola, erwähnt in seinem Bericht diesen Vorfall - und dass er von den Deserteuren wertvolle Informationen erhalten habe.

### 1862–1863
Die Feuertaufe der Marines auf See fand am 8. März 1862 statt. Mit dem Bau des Panzerschiffs Virginia hatte der Süden eine technische Revolution in der Seekriegsführung eingeleitet. Man hoffte mit ihr die Unionsblockade in der Hampton Roads Bay zu brechen. Dazu brauchte es erfahrene Kanoniere, deshalb wurden dafür 55 Marineinfanteristen unter dem Kommando von Captain Reuben Thorn, auf die Virginia abkommandiert. Nach ihrem erfolgreichen Einsatz wurden sie dafür vom Konföderiertenkongress offiziell belobigt und danach wieder in ihr Hauptquartier auf Drewry’s Bluff/Fort Darling zurückbeordert. Am 3. Mai 1862 befahl General Joseph E. Johnston, angesichts der heranmarschierenden Potomac-Armee, die Evakuierung der konföderierten Linie Warwick–Yorktown. Dieses Rückzugsmanöver im Zuge des sogenannten Halbinsel-Feldzug zwang die Konföderation auch zur Aufgabe der wichtigen Marinebasis Gosport Navy Yard bei Norfolk (Virginia). Flag Officer Sidney Smith Lee ordnete daher die vollständige Räumung und Zerstörung der Marinebasis an. Als er von Johnstons Rückzug erfuhr, telegrafierte Marineminister Mallory an Flag Officer Josiah Tattnall, dass die Virginia die Feindschiffe daran hindern müsse, den James River hinaufzufahren. Aufgrund ihres zu großen Tiefgangs konnte sie Richmond jedoch nicht anlaufen. Da auch kaum Aussicht bestand, mit dem Panzerschiff an der vor der Küste ankernden Unionsflotte unbeschadet vorbeizukommen, wurde sie am 11. Mai 1862 bei Craney Island auf Grund gesetzt und durch Sprengung ihres Pulvermagazins zerstört. Am 15. Mai 1862 erschien eine Unionsflottille am James River und bedrohte die konföderierte Hauptstadt (Erstes Gefecht an Drewrys Bluff), die Besatzungen der Landbatterien unter dem Befehl von Commander Ebenezer Ferrand konnten die Angreifer aber wieder zurückschlagen. Zwischen 1862 und 1864 verteidigten die Marines zweimal erfolgreich Drewry’s Bluff, die Rettung Richmonds wurde deswegen in erster Linie ihnen zugestanden und wurden dafür von der Regierung auch offiziell belobigt. Darüber hinaus schützten Marinesoldaten einen der wichtigsten Häfen des Südens, Charleston (South Carolina), und hielten so eine der wichtigsten Versorgungsrouten für die konföderierten Armeen offen. Die Verteidigung der Hauptstadt sollte aber die letzte große Aktion sein, in der die Marines in einer größeren Kampfgruppe eingesetzt wurden. Im Sommer 1862 wurde beschlossen, das Korps in kleinere Einheiten aufzuteilen und diese über den gesamten Kriegsschauplatz zu verteilen.

### 1864
An Bord der CN-Schiffe und in den Küstenfestungen herrschte mittlerweile ein gravierender Mangel an Seeleuten und Kanonieren. Marines unter dem Kommando von Commodore Josiah Tattnall wurden eingesetzt, um neue Küstenbatterien zu bauen und zu bemannen. Man hoffte, dass die gut ausgebildeten und disziplinierten Marines so wesentlich effizienter eingesetzt werden konnten, als wenn sie nur an einem Punkt konzentriert blieben. Auch ein kleiner Trupp Marines, so dachte man, könne eine Hebung der Kampfmoral für den Rest der Mannschaft bewirken. Die Garnisonen von Mobile, Savannah, Charleston und Wilmington hatten ab da je ein Marines-Kontingent in ihren Reihen die meist die schweren Geschütze bemannten. Auf See dienten Marinesoldaten als Kanoniere und Schiffswache, auch auf den erfolgreichsten Handelsstörern der CS-Navy, der Florida, Shenandoah und der Alabama. In Charleston zählten Marines zur Mannschaft der H. L. Hunley, dem ersten Tauchboot der Kriegsgeschichte, das 1864 ein feindliches Schiff versenkte. Vor den Küsten der Carolinas beteiligten sich Marines an Kommandoaktionen gegen die Unionsmarine. Vor Charleston setzten Marines Brander gegen die Unionsschiffe ein. Bei New Bern (North Carolina), eroberte 1864 ein Enterkommando der Marines unter Commander John Taylor Wood im Zuge eines Nachtangriffes das Kanonenboot Underwriter. Da man die Kessel nicht anheizen konnten und die Batterien in Fort Stevens und Fort Anderson auf das Kanonenboot feuerten, befahl Wood, es in Brand zu setzen. Am 15. Februar 1864 verabschiedete der Kongress einstimmig eine „Gemeinsame Resolution zum Dank an Commander John Taylor Wood und die ihm unterstellten Offiziere und Mannschaften für ihr mutiges und vorbildliches Verhalten“.
In der Nacht des 2. Juni 1864 gelang es 130 Offizieren, Matrosen und Marines der Savannah Squadron unter dem Kommando von 1st Lieutenant Thomas Postell Pelot (Confederates States Navy) die USS Water Witch zu kapern, Pelot und fünf weitere Marines wurden dabei getötet, darunter Moses Dallas, ein schwarzer Lotse, der die Expedition vom Führungsboot aus leitete. Diese war Teil der South Atlantic Blockading Squadron und sicherte die Gewässer um Ossabaw Island. Sie wurde später als Prise in die CSN übernommen, behielt aber ihren alten Namen bei. Im Juli 1864 sollten 130 Marines unter Commander John T. Wood gemeinsam mit Soldaten der Army of Northern Virginia unter Major John Tyler das Gefangenenlager Point Lookout (Maryland) mit von der Unionsmarine gekaperten Kanonenbooten übernehmen, um dort 30.000 inhaftierte konföderierte Soldaten zu befreien. Sie sollten danach wiederbewaffnet werden und Washington angreifen. Der Plan scheiterte jedoch schon im Ansatz.  Marines bemannten während der Schlacht in der Mobile Bay die Geschütze der beiden Küstenforts Gaines und Morgan, die des Panzerschiffs Tennessee und sie dienten auch auf den anderen Schiffen der Mobile Squadron. Diese stellten sich der Unionsflotte entgegen die in den frühen Morgenstunden vor der Hafenstadt erschien, alle wurden nach längerem Widerstand versenkt. Etwa sechzig Marines gerieten dabei in US-Kriegsgefangenschaft. Obwohl kein detaillierterer Bericht über ihren dortigen Einsatz existiert, ist diese Schlacht ein wichtiger Abschnitt in der Geschichte des Marine Corps, da es das erste Mal war, dass die Marines dort sowohl zu Land als auch zu Wasser kämpften.
Im Dezember 1864 versuchten Unionstruppen unter Admiral David Porter und General Benjamin Butler Fort Fischer („Southern Gibraltar“), das den letzten offenen Handelshafen der CSA, Wilmington (North Carolina), schützte, einzunehmen, konnten aber noch einmal von dessen Besatzung abgewehrt werden. Der Stadtkommandant, General William Whiting, hatte vorher einen Brief an Marineminister Mallory verfasst und bat darum, die Chickamauga und die Tallahassee im Hafen von Wilmington zu belassen, damit ihre Besatzungen und Geschütze zur Verteidigung der Mündung des Cape Fear River eingesetzt werden könnten. In seinem Brief betonte der General, dass die Marinesoldaten der beiden Schiffe erfahrene Artilleristen waren und, wenn sie in den Landbatterien eingesetzt würden, nützlicher wären als an Bord der Panzerschiffe. Mallory gab Whitings Bitte umgehend statt, danach errichtete man in der Nähe der Flussmündung die „Battery Buchanan“ und bestückte sie mit einer 32-Pfünder- und einer 8-Zoll-Columbiad Kanone. Besetzt wurde sie mit 23 Marines unter dem Befehl von Lieutenant John Roberts.

### 1865
Ein heftiges Artilleriebombardement von Wilmington läutete im Januar 1865 die Landung von 8.000 Unionssoldaten unter General Alfred H. Terry und 2.000 US-Matrosen, mit Entermessern und Revolvern bewaffnet, unterstützt von vier Kompanien US-Marines unter dem Kommando von Captain Lucien L. Dawson, ein. Die konföderierte Besatzung unter dem Kommando von Colonel William Lamb schlugen bis zum Nachmittag mehrere ihrer Angriffe zurück, wurden aber letztendlich von den weit überlegenen Unionskräften überrannt. Zudem hatte die Unionskanonade die meisten Geschütze des Forts außer Gefecht gesetzt. Als Terrys Truppen die Chevaux-de-Frise eroberten, kam es zu erbitterten Nahkämpfen, bei denen beide Seiten große Tapferkeit bewiesen. Während eines neuerlichen Bombardement der Marine, durchbrach Terry die Mauern, trotz Heranführung von Verstärkungen mussten sich 1.900 konföderierte Soldaten und Marines der Übermacht ergeben. Alle am Kampf beteiligten CS-Marineoffiziere wurden verwundet und ebenfalls gefangen genommen. Mit dem Fall von Fort Fisher war auch das Schicksal von Wilmington besiegelt, damit war die Konföderation größtenteils von den europäischen Lebensmittellieferungen abgeschnitten. Dies schadete vor allem General Lee's Nord-Virginia-Armee und deren Desertionsrate stieg wieder stark an. Die wenigen CS-Marines die sich der Gefangenschaft entziehen konnten, flohen nach Richmond.
Als Anfang April 1865 der Befehl zur Räumung der Hauptstadt erteilt wurde, lagerten in Drewry's Bluff um die 300 Marines, die größte Ansammlung von ihnen während des Krieges. Die Mannschaften der James River Squadron sprengten auf Anweisung Mallorys ihre Geschütze und Schiffe, um zu verhindern, dass sie in die Hände der Union fielen. Eine Schutztruppe aus Marines und Seekadetten sicherte den Eisenbahnzug, der den Präsidenten, einige hohe Regierungsbeamte (darunter Minister Mallory) und einen Großteil des Staatsschatzes in die neu bestimmte Hauptstadt, Danville (Virginia), befördern sollte. Der Rest des CSMC wurde zusammen mit einer aus Marineangehörigen zusammengestellten Brigade unter Commander John R. Tucker dem Korps unter General Richard Stoddert Ewell zugeteilt. Auf dem Rückzug konnte man mit Hilfe der Marines, die nachsetzenden Unionsverbände mehrere Tage auf Distanz zu halten. Am 6. April 1865 schlug das CSMC am Sailor’s Creek seine letzte Schlacht. Dabei wurde eine ganze Division der Konföderierten zerschlagen, nur Ewells Korps war noch einigermaßen kampffähig. Es hielt danach noch mehreren Angriffen von General Sheridans Kavallerie stand, aber Ewells Flanken wurden schließlich vom Feind überrannt und sein Verband löste sich rasch auf. Als sich der General ergab, streckte auch die Marinebrigade - nach dem konzentrierten Feuer von sechs Unions-Batterien auf ihre Stellungen - ihre Waffen und begab sich in Gefangenschaft. Die dennoch entkommen konnten, schlugen sich zu General Lee’s North-Virgina-Armee durch, die schließlich am 9. April 1865 bei Appomattox Court House vor General Ulysses S. Grant's Truppen kapitulierte, unter ihnen vier Offiziere und 22 Soldaten des CSMC.
Raphael Semmes Naval Brigade, darunter zwanzig Marines, marschierte zunächst ebenfalls nach Danville, nachdem sie dort zehn Tage lang die Stadt gesichert hatten, brachen 400 Mann nach North Carolina auf, um sich General Joseph E. Johnstons Tennessee-Armee anzuschließen. Als sie Greensboro (North Carolina), erreichten, waren nur mehr 250 von ihnen übrig, zudem hatte Johnston bereits mit den Übergabeverhandlungen begonnen und kapitulierte am 26. April 1865, fünf Tage später auch die Angehörigen der Naval Brigade, darunter die Majore R. T. Allison und Israel Greene sowie die Leutnants Edward Crenshaw und E. T. Eggleston, allesamt Offiziere des CSMC. Danach erhielt jeder einen Bewährungsschein (parole pass), auf dem Name, Rang und Einheit angegeben waren. Dieses Papier erlaubte ihnen, sich aus den Unionsdepots mit Lebensmitteln zu versorgen und unbehelligt nach Hause zurückzukehren. Einige versprengte Marines wurden gefangen genommen, anders als die, die sich in Appomattox oder Greensboro ergeben hatten, erhielten diese Männer keine Bewährungsscheine und konnten nicht nach Abgabe ihrer Waffen sofort nach Hause gehen. Stattdessen wurden sie in Gefangenenlager wie Libby-Prison gebracht und dort bis Ende Juni festgehalten. Mit ihrer Freilassung ging auch für sie der Krieg zu Ende. Jefferson Davis wurde auf seiner Flucht u. a. von Marine-Captain Alfred Van Benthuysen begleitet, ihm waren die persönlichen Dokumente des Präsidenten anvertraut. Van Benthuysen trennte sich schließlich von Davis Gefolge, stellte sich im Mai oder Juni 1865 in Baldwin (Florida) den US-Behörden und wurde danach auf Bewährung ins Zivilleben entlassen. Aufgrund dessen gilt er als der letzte konföderierte Marine, der sich ergeben hatte.
Dem Confederate States Marine Corps wurde während des Krieges durch den Kongress mindestens viermal Dank und Anerkennung für hervorragende Leistungen im Gefecht ausgesprochen, die höchste Auszeichnung in den konföderierten Streitkräften. Dennoch geriet diese Einheit innerhalb weniger Jahrzehnte nach Kriegsende fast in Vergessenheit.

## Aufstellung
Der provisorische Kongress der CSA verabschiedete am 14. Februar 1861 eine Resolution, in der das Komitee für Marineangelegenheiten (Committee of Naval Affairs) aufgefordert wird:
„Alle in Marineangelegenheiten bewanderten Personen, deren Konsultation sie für ratsam halten, zu einem Treffen in der Hauptstadt der CSA, Montgomery (Alabama), zusammenzurufen.“
Die Gründung des Confederate States Marine Corps wurde mit dem „Act to Provide for the Organization of the Navy“ vom 16. März 1861 umgesetzt. Es sollte zunächst nur 683 Mann - organisiert in sechs Kompanien und dem Bataillonsstab- umfassen, was anfangs noch als ausreichend erschien. Nach Kriegsausbruch und der Abspaltung drei weiterer Staaten autorisierte der Kongress in Richmond per Gesetz eine personelle Aufstockung des Marine Corps. Am 20. Mai 1861 von Präsident Davis genehmigt, konnte es auf 46 Offiziere und 944 Unteroffiziere und Soldaten vergrößert werden, des Weiteren wurde es nun von einem Oberst anstatt einem Major kommandiert. Das Marinekorps sollte fortan als Regiment aus 10 Kompanien bestehen, die in ihrer Organisationsstruktur den Infanteriekompanien der Armee entsprachen, mit der Ausnahme, dass jede Marinekompanie nur 84 Mann in ihren Reihen hatte, während die Infanteriekompanien generell 90 Mann umfassten. Zusätzlich wurde den Kompanien noch ein zweiter Leutnant zugeteilt. Nach der Schlacht von Hampton Roads wurden in allen in Richmond erscheinenden Zeitungen Anzeigen aufgegeben, die den neuen Freiwilligen für das CSMC eine heroische und abwechslungsreiche Dienstzeit, wie die der Marines an Bord der Virginia, versprachen. Im September 1861 beschloss der Kongress eine Erweiterung des Korps um weitere zwanzig Mann, darunter Sergeanten, Korporale, Trommler und Pfeifer. Obwohl offiziell über 1000 Mann genehmigt wurden, erreichte es nie seine geplante Sollstärke. Erhalten geblieben ist ein Kommandantenbericht vom 30. Oktober 1864, der die Gesamtstärke des CSMC mit 539 Mann angibt, darunter zwei Captains und drei Lieutenants (zweiundsechzig Marines befanden sich demnach zu diesem Zeitpunkt in US-Kriegsgefangenschaft). Mit einer Sollstärke von rund 600 Mann erreichte das CSMC also nie mehr als die Größe eines durchschnittlichen konföderierten Infanterieregiments. Das US Marine Corps war zu diesem Zeitpunkt schon etwa zehnmal so groß. Gegen Ende des Krieges griff man auch auf Wehrpflichtige zurück, um die Reihen des Korps wieder aufzufüllen. Man schätzt, dass während des Bürgerkrieges 59 Offiziere und etwa 1.200 Soldaten im Korps gedient haben.

### Rekrutierung
Die Bemühungen Männer für das neue Marine Korps zu verpflichten begannen schon kurz nach Verabschiedung des Gesetzes durch den Kongress. Es wurden hierzu Offiziere nach New Orleans (Louisiana) entsandt, mit dem Auftrag bevorzugt erfahrene Seeleute für das Korps anzuwerben. Anfangs profitierte man noch vom überschäumenden Patriotismus im Süden, Mitte Juli 1861 berichtete Marineminister Mallory dem Kongress, dass die Anwerbung von Marinesoldaten gut voranschreite. Noch vor Jahresende eröffnete man eine weitere Rekrutierungsstelle in Memphis (Tennessee). Die Anwerbungen wurde während des gesamten Krieges – allerdings in begrenzterem Umfang – fortgeführt. Es ist sehr wahrscheinlich, dass auch Versuche einer „geheimen Rekrutierung“ unternommen wurden, d. h. weitere US-Marines zum Überlaufen zu bewegen. Diese Bemühungen scheiterten jedoch auf ganzer Linie, da die einfachen Marineinfanteristen – abgesehen von sehr wenigen Ausnahmen – der Union treu blieben. Nachdem man drei Kompanien auf Drewry’s Bluff stationiert hatte, wurden die Rekrutierungsbemühungen wieder aufgenommen. Aufgrund dieser erneuten Initiative und der Aussicht an Bord eines der neuen Panzerschiffe dienen zu können, traten einige hundert neue Rekruten dem Korps bei, und man konnte drei weitere Kompanien (D, E und F) aufstellen. Diese dienten hauptsächlich im Kernland des Südens und absolvierten etwas mehr Einsätze an Bord von Schiffen als ihre im Norden stationierten Kameraden. In einem Bericht an den Kongress vom 27. Februar 1862 schrieb Marineminister Mallory über die Schwierigkeiten bei der Erfüllung der Rekrutierungsquote:
„Nach den geltenden Gesetzen, die die Dienstzeit der Marines vorschreiben, können die Männer nur für vier Jahre verpflichtet werden. Dies hat die Rekrutierungen verzögert, und ich empfehle, die Möglichkeit zu schaffen, Marines für drei Jahre oder für die Gesamtdauer des Kriegs zu verpflichten, und die Prämie von 50 Dollar für die Einberufung in die Armee oder die Marine auch auf das Korps auszuweiten“.
Am 10. April 1862 unterzeichnete Präsident Davis den „Act to Encourage Enlistment in the Corps of Marines“. Demnach hatte ein Freiwilliger, der sich für mindestens drei Jahre oder für die Dauer des Krieges beim CSMC verpflichtete, Anspruch auf die Auszahlung einer einmaligen Prämie von 50 Dollar, während ein Wehrpflichtiger, der zum Korps eingezogen wurde, keinen Anspruch darauf hatte. Wer einen weiteren Mann zum Eintritt in das Korps überredete, erhielt offenbar aber nicht den in der regulären Armee üblichen Bonus von zwei Dollar.
Sechs Tage später führte der Kongress jedoch per Gesetz die Wehrpflicht ein, um die Rekrutierung neuer, dringend benötigter Soldaten sicherzustellen. Der Präsident war nun ermächtigt, alle tauglichen weißen Männer zwischen 18 und 35 Jahren zum Kriegsdienst einzuberufen. Das neue Gesetz erlaubte Seeleuten aber den sofortigen Wechsel zur Marine, sah diese Möglichkeit jedoch nicht für Infanteristen vor. Das Wehrpflichtgesetz ließ deswegen die Neuzugänge beim Korps fast versiegen, Mallory und Beall sahen sich daraufhin gezwungen erneut den Kongress um Unterstützung zu bitten. Im Oktober 1862 verabschiedete man daher ein neues Gesetz, das es Wehrpflichtigen erlaubte, das Marine Corps oder die Navy vorab frei zu wählen oder sich auch noch nach der Einberufung in die Armee auf Wunsch dorthin versetzen zu lassen.

## Ausbildung
Das Marine Corps galt als außergewöhnlich kampfkräftige und disziplinierte Einheit. Bei allen Feindberührungen stachen seine Offiziere und Mannschaften durch ihren Mut und ihre tadellose Haltung hervor. Man unternahm von Anfang an große Anstrengungen, die Offiziersstellen mit Männern von ausgezeichneten Charakter, Auftreten und Kampferfahrung zu besetzen. Die meisten Offiziere, die eine militärische Ausbildung absolviert hatten, hatten an der United States Military Academy, der United States Naval Academy, dem Military College of South Carolina und der Tennessee Military Academy ihre Abschlüsse gemacht.
Die Ausbildung der Rekruten konzentrierte sich auf die Bedienung und Verwendung der beiden Hauptwaffen der Marines. Die infanteristische Ausbildung bestand im Wesentlichen aus Drill und Schießübungen. Viel wichtiger war jedoch die Schulung in der Handhabung der schweren Artillerie, die sowohl auf Schiffen als auch in Küstenbatterien eingesetzt wurde. Dies sollte sich letztendlich als äußerst günstig für die Konföderation erweisen, da das CSMC zu den wenigen Einheiten gehörte, die auch schwere Geschütze bedienen konnte. Man besetzte mit ihnen häufig die Kanonen der neuen Panzerschiffe. Als der Krieg sich in die Länge zog und der Süden immer mehr Schiffe verlor, wurden die meisten seiner Marines an Land eingesetzt. 2nd Lieutenant Ruffin Thomson, der 1864 dem Korps beitrat, fasste in einen Brief an seinen Vater die Haupttätigkeit seiner Einheit in einem Satz zusammen:
„Im Ernstfall werden wir die schweren Kanonen bemannen und als Artilleristen kämpfen. Die Marines sind in Artillerie- und Infanterietaktiken ausgebildet, aber in Wahrheit sind sie einfach nur Marineartilleristen.“
Besonders in den letzten beiden Kriegsjahren erwiesen sich ihre Batteriestellungen entlang der großen Flüsse als großer Vorteil. Auch Handfeuerwaffen und Gewehre wurden im Borddienst verwendet. Nachdem sie ausreichend im Umgang mit diesen ausgebildet waren, wurden die Marines ihren Aufgabengebieten zugewiesen. Die meisten Marines bevorzugten jedoch nach wie vor den Seedienst.

## Verbände
Die sechs Kompanien des CSMC waren auf Stützpunkte im ganzen Süden verteilt und dienten meist als Wachen oder in den Geschützmannschaften von Küstenschutzforts und Kriegsschiffen.
Eine Kompanie bestand aus:
| - einem Hauptmann, - einem Oberleutnant, - einem Leutnant, | - vier Sergeanten, - vier Korporale, - hundert Marineinfanteristen und - zwei Musikern. |

| Kompanie | Einsätze |
| -------- | --- |
|          | Diese Kompanie wurde zwischen dem 10. April und dem 29. Juni 1861 in New Orleans (Louisiana) aufgestellt und im gleichen Jahr nach Pensacola verlegt. Unter dem Kommando von Captain George Holmes war sie im November 1861 an der Schlacht von Port Royal (South Carolina) beteiligt, ihr erstes größeres Seegefecht. Ab 1862 in Savannah (Georgia) stationiert, wurde sie kurze Zeit später nach Drewry's Bluff in Virginia, versetzt. Dort bildete sie zusammen mit den Kompanien B und C das Marine-Feldbataillon zur Verteidigung der konföderierten Hauptstadt Richmond. |
|          | Diese Kompanie wurde zwischen dem 10. April und dem 29. Juni 1861 ebenfalls in New Orleans aufgestellt. Es gibt nur wenige Dokumente über den Dienst der CS-Marines als Hafenpolizei in Pensacola (Florida), aber sie stammten wohl überwiegend von dieser Kompanie, sie scheint aber Ende 1861 von Armeeangehörigen abgelöst worden zu sein. Im Februar 1862 kurzzeitig nach Mobile (Alabama) verlegt, wurde sie einige Wochen später nach Richmond in Marsch gesetzt und in das dortige Feldbataillon des CSMC eingegliedert. Sie wurde dort zur Verteidigung der Hauptstadt gegen amphibische Angriffe eingesetzt und stellte zusätzlich die Artilleristen und Wachmannschaften für die in Norfolk Navy Yard liegenden CS-Kriegsschiffe. Es gibt Grund zur Annahme, dass eine beträchtliche Anzahl dieser Marines ehemalige US-Soldaten waren, die ursprünglich in Texas stationiert waren.                                                                                      |
|          | Diese Kompanie wurde zwischen dem 10. April und dem 29. Juni 1861 in New Orleans (Louisiana) aufgestellt. In der Schlacht bei Hampton Roads bemannten 54 ihrer Angehörigen unter dem Kommando von Captain Reuben Thom u. a. die Bordgeschütze der Virginia. Angehörige dieser Kompanie waren 1864 unter Commander James Wood und Captain Thomas Wilson auch an der Kaperung und Versenkung der USS Underwriter beteiligt. |
|          | Diese Kompanie war ursprünglich vom August – September 1861 in Memphis (Tennessee) und Mobile, rekrutiert worden. Sie stand zunächst in Pensacola (Florida), bevor sie wieder aufgelöst und dann im November 1861 in Mobile neu formiert wurde. Die Kompanie wurde im Dezember 1861 ebenfalls in das Feldbataillon vor Richmond eingegliedert, später aber wieder zurück nach Mobile verlegt. Vierzig ihrer Marines unter dem Kommando von Captain Julius Meiere standen im August 1864 an den Geschützen von Fort Morgan und Fort Gaines (Mobile Bay). Sie diente dort bis die Stadt an die Union fiel und war die letzte Einheit des CSMC, die ihre Waffen niederlegte; ein Platoon kapitulierte am 9. Mai 1865 in Citronelle (Alabama), 24 Marines unter dem Kommando von 1st Lieutenant David G. Raney Jr., am 10. Mai 1865 in Nanna Hubba Bluff (Alabama), zur gleichen Zeit wurden 14 Marines der Kompanie in Meridian (Mississippi), auf Bewährung ins Zivilleben entlassen. |
|          | Diese Kompanie wurde im Juli 1862 in Savannah (Georgia) aufgestellt und später nach Charleston (South Carolina) verlegt. Ende 1862 wurden 36 ihrer Soldaten, von Mobile wieder nach Savannah zurückversetzt, um als Wachsoldaten an Bord des Panzerschiffs Atlanta zu dienen. Ein Platoon unter Captain A. C. Van Benthuysen und Lieutenant Henry M. Doak wurde nach Wilmington (North Carolina) in Marsch gesetzt und beteiligte sich dort an der Verteidigung von Fort Fisher. Der Rest der Kompanie, stationiert in Charleston, setzte sich 1865 nach North Carolina ab, schloss sich dort der Army of Tennessee an und ergab sich, zusammen mit Admiral Raphael Semmes' Naval Brigade, am 28. April 1865 in Greensboro den Unionstruppen. |
|          | Diese Kompanie wurde im Frühjahr 1861 in New Orleans aufgestellt, sie diente dort als „Depot-Companie“ (Rekrutierungs- und Ausbildungseinheit). Im April 1863 verlegte man sie nach Mobile, auch dort war sie für den Nachschub des Feldbataillons in Richmond zuständig. Einige erhaltene Aufzeichnungen deuten darauf hin, dass sie auch als Ersatzkompanie für die Golfküste eingesetzt wurde. Im Juni 1864 wurde die Einheit aufgelöst. |

## Funktion

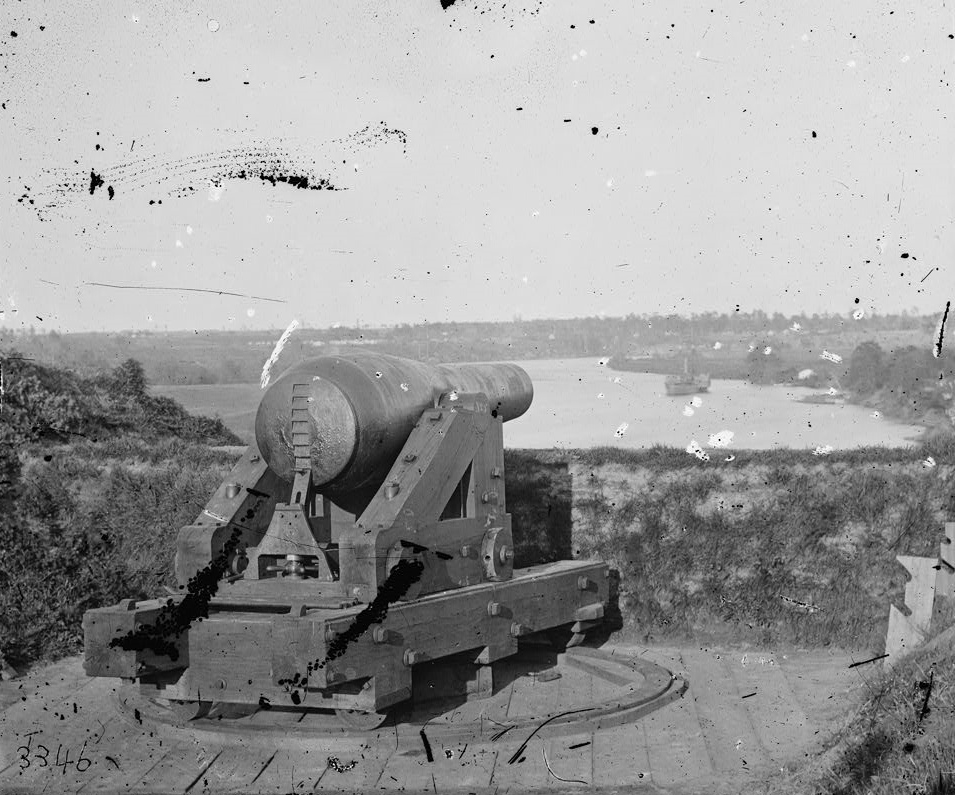
10-inch Rodman Columbiad Geschütz, Fort Darling, 1865

Die Marineinfanterie des Südens lässt sich nicht in eine bestimmte Kategorie einordnen. Das Einsatzkonzept war zu Beginn noch dasselbe wie seit der Gründung dieses Kampfverbandes im Jahr 1775. Die Vorschriften des CSMC unterteilten die Aufgabenbereiche der Marines auf zwei Bereiche: Schiffe und Navy Yards. Zu Beginn des Krieges sah auch Marineminister Mallory sein CSMC noch als traditionelles Marinekorps an, d. h., es sollte auf den Kriegsschiffen als Bordwache dienen und bei Bedarf die Scharfschützen stellen. Die Marines fungierten während des gesamten Krieges auch als Militärpolizisten. Sie wurden Werften oder anderen Marineeinrichtungen entweder für die Verwaltung oder den Wachdienst zugewiesen um Spionage und Sabotage des Feindes zu verhindern, oder widerspenstige Soldaten wieder zur Raison zu bringen. Doch schon ab dem ersten Kriegsjahr ließen neue technologische Errungenschaften diese Aufgaben oft obsolet werden. In der gleichen Weise wie die Technik rasche Fortschritte machte und man zwangsläufig auch seine Kriegsführung daran anpassen musste, galt dies auch für die CS-Marines. Nach Einführung der Panzerschiffe war es Hauptaufgabe der Marineinfanterie als Artilleristen zu kämpfen. Darüber hinaus wurden die Marines in den letzten Kriegsjahren zu einem wichtigen Faktor bei Spezialeinsätzen. Das CSMC nutzte die Marine, um seine Einsatzkräfte rasch an militärische Brennpunkte verlegen zu können. Es sollte auf Expeditionsmissionen als amphibische Eingreiftruppe und damit als verlängerter Arm der Marine dienen. Die primäre Aufgabe bestand aber zunächst darin Richmond (Virginia), vor einem amphibischen Angriff der Unionsflotte zu schützen. In Pensacola (Florida) stellte General Braxton Bragg eine Hafenwache auf, um Unionsschiffe daran zu hindern, das von den Konföderierten belagerte Fort Pickens mit Nachschub zu versorgen (was jedoch misslang). Sie verfügte hierfür über ein paar kleinere, nur leicht bewaffnete Kanonenboote. Ihre Besatzungen mussten die Geschütze bedienen und bei Bedarf auch feindliche Schiffe entern können. Die Marines waren also für diese Aufgabe perfekt geeignet.

## Dienst
Neben dem Polizeidienst an Land fungierten die Marines der Konföderierten auf den Schiffen als Bordwache (Marine Guard). Der ranghöchste Marineoffizier an Bord war verpflichtet, dafür zu sorgen, dass die Marines mit allen notwendigen versorgt wurden und stets ihr soldatisches Erscheinungsbild bewahrten. Er war auch für deren Waffen und Ausrüstung verantwortlich. Mit Zustimmung des Kapitäns konnte der erste Offizier sie befördern oder degradieren. Die Marines wurden zudem getrennt von der Schiffsbesatzung untergebracht. Sie führten eine Vielzahl von Aufgaben aus, wie z. B. die Durchsetzung der Borddisziplin, als Scharfschützen, die Abwehr feindlicher Enterkommandos, die Bemannung der Schiffsgeschütze und die Teilnahme an Landungsoperationen und Entereinsätzen. Für den klassischen Seedienst wurden während des gesamten Krieges nur mehr wenige Marines herangezogen. Hauptgrund hierfür war die Etablierung der neuen Panzer- oder Kasemattschiffe. In dieser Hinsicht bedeutete der Erfolg der Virginia bei Hampton Roads auch für die Marineinfanterie eine Zeitenwende.
Die Marinesoldaten des Südens kämpften selten als geschlossene Einheit, vielmehr dienten sie in kleinen Abteilungen, über den gesamten Süden verteilt, an Bord von Schiffen oder an Land. Minister Mallory dazu in seinem Bericht an den Kongress vom 28. April 1861:
„Ich schlage vor, dass jeder der Kompanien dieses Korps ein weiterer Leutnant beigestellt wird. Die Kompanien bestehen jeweils aus 100 Mann und müssen häufiger zu Einsätzen in kleinen Abteilungen herangezogen werden als die Kompanien jeder anderen Waffengattung.“
Als ausgebildete Artilleristen für die Küstenverteidigung bildeten sie oft den Kern der Geschützmannschaften und meldeten sich freiwillig zu Sondereinsätzen an Bord von Panzerschiffen und den neu entwickelten Tauchbooten (siehe H. L. Hunley), jedoch immer nur als Einzelpersonen oder in kleinen Gruppen. Marinesoldaten dienten durchgehend auf mindestens drei Panzerschiffen, der Sumter, der Tallahassee und der Chickamauga; es gibt auch Erwähnungen von Marines auf Kaperschiffen wie der Alabama, der Shenandoah und der Stonewall. Zusätzlich führten sie einige Spezialmissionen aus. Eine dieser Missionen bestand darin, Panzerschiffe zu entern, die an der Unionsblockade des Hafens von Charleston teilnahmen. Dabei wurde u. a. eine frühe Form der chemischen Kriegsführung angewandt, mit Schwefel, Schießpulver und nassen Decken versuchte man die feindliche Besatzung auszugasen und sie so zur Kapitulation zu zwingen.
Die Marines wurden regelmäßig von ihren eigenen Offizieren im richtigen Umgang mit den schweren Geschützen unterwiesen. Bei Bedarf konnte der Kapitän Marines zum Bedienen eines Geschützes oder als Ersatzmannschaft einsetzen, wenn die Geschützbesatzungen unterbesetzt waren. Außerhalb des Wachdienstes unterlagen Marines genau wie die Matrosen der Autorität der Schiffsoffiziere. Alle Befehle an den Wachdienst mussten jedoch über die Korpsoffiziere laufen, mit Ausnahme von Sonderbefehlen, die im Notfall auch vom Deckoffizier erteilt werden konnten. Alle Marines, die nicht anderen Divisionen zugewiesen wurden, bildeten eine eigene Division, die dem unmittelbaren Kommando ihres Vorgesetzten oder ranghöchsten Marineoffiziers an Bord unterstand. Anders als in der heutigen US-Navy durften Marineinfanteristen nicht von den ihnen zugewiesenen Aufgaben, wie z. B. zum Kohlebunkern, der Übernahme von Vorräten oder der Durchführung von Wartungsarbeiten, abgezogen werden, außer in Notfällen. Die Tagesberichte mussten dem Schiffskommandanten schriftlich vorgelegt werden, darin wurde der Zustand der Wachmannschaft beschrieben und Verletzungen, Versorgungsprobleme oder Fehlverhalten gemeldet.
Aufgrund all dieser Leistungen seiner Männer notierte Colonel Beall gegen Ende des Krieges:
„Bei allen Gelegenheiten, bei denen die Marines zum aktiven Dienst gerufen wurden, haben sie die Schnelligkeit und Effizienz hervorragend disziplinierter Soldaten gezeigt.“
Die Disziplin wurde in den meisten Berichten als „ausgezeichnet“ oder „gut“ bewertet. Eine diesbezügliche Untersuchung brachte zutage, dass das Confederate States Marine Corps im Verhältnis zu seiner Mannschaftsgröße keine höhere Desertionsrate als andere Infanterieeinheiten des Südens und eine niedrigere als die meisten anderen Einheiten aufwies.
Die Marines dienten auf insgesamt 34 Schiffen der konföderierten Marine. Dies umfasste den Großteil des Korps, mit Ausnahme der Landbatterien und einiger kleiner Wachabteilungen auf Werften und Stationen.

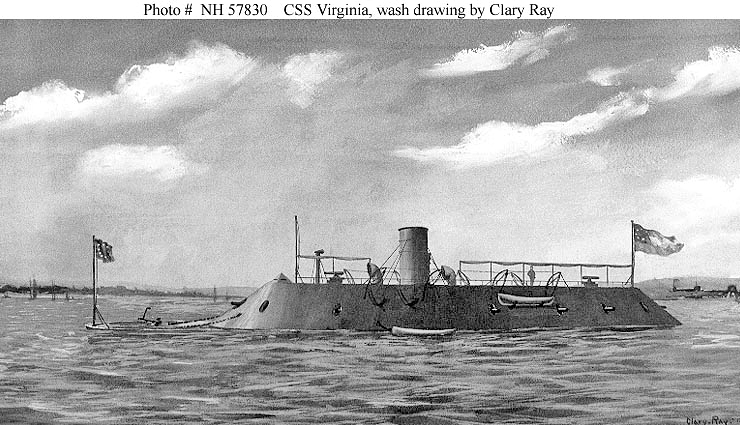
Die Virgina

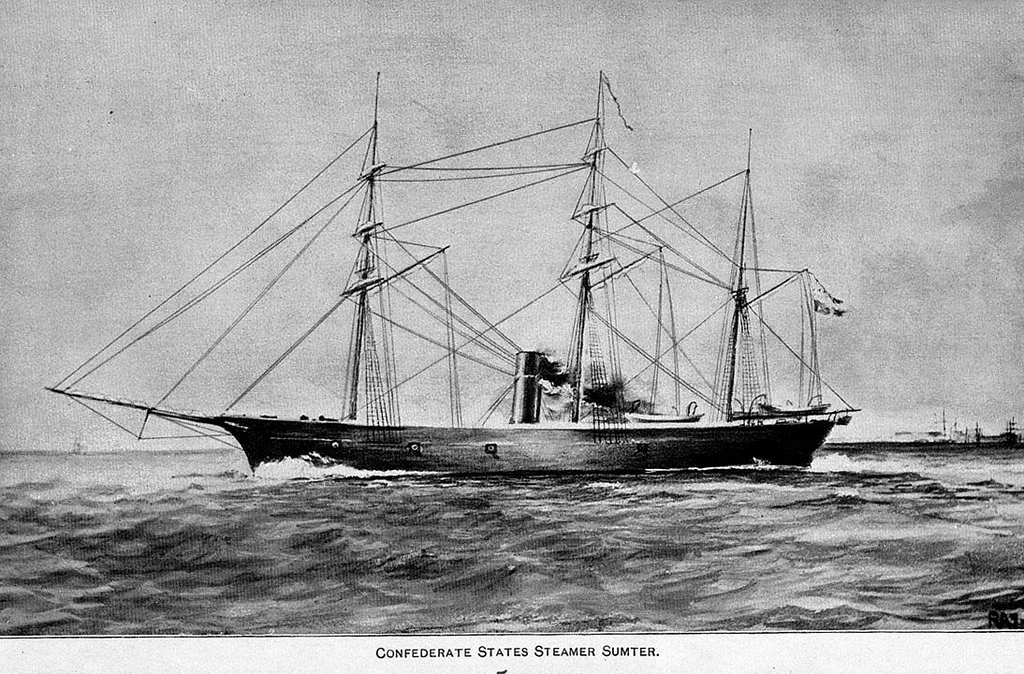
Die Sumter

Auflistung der Schiffe, auf denen Marines in irgendeiner Funktion dienten:
| - C.S.S. Alabama - C.S.S. Morgan - C.S.S. Atlanta - C.S.S. Nashville - C.S.S. Arctic - C.S.S. North Carolina - C.S.S. Baltic - C.S.S. Patrick Henry - C.S.S. Charleston - C.S.S. Raleigh - C.S.S. Chickamauga - C.S.S. Richmond - C.S.S. Chicora - C.S.S. Sampson - C.S.S. Columbia - C.S.S. Savannah - C.S.S. Dalman | - C.S.S. Savannah (Panzerschiff) - C.S.S. Drewry - C.S.S. Shenandoah - C.S.S. Fredericksburg - C.S.S. Stonewall - C.S.S. Gaines - C.S.S. Sumter - C.S.S. Gallego - C.S.S. Tallahassee - C.S.S. Georgia - C.S.S. Tennessee - C.S.S. Jamestown - C.S.S. United States - C.S.S. Macon - C.S.S. Virginia (Merrimack) - C.S.S. McRae - C.S.S. Virginia |

## Hauptquartier

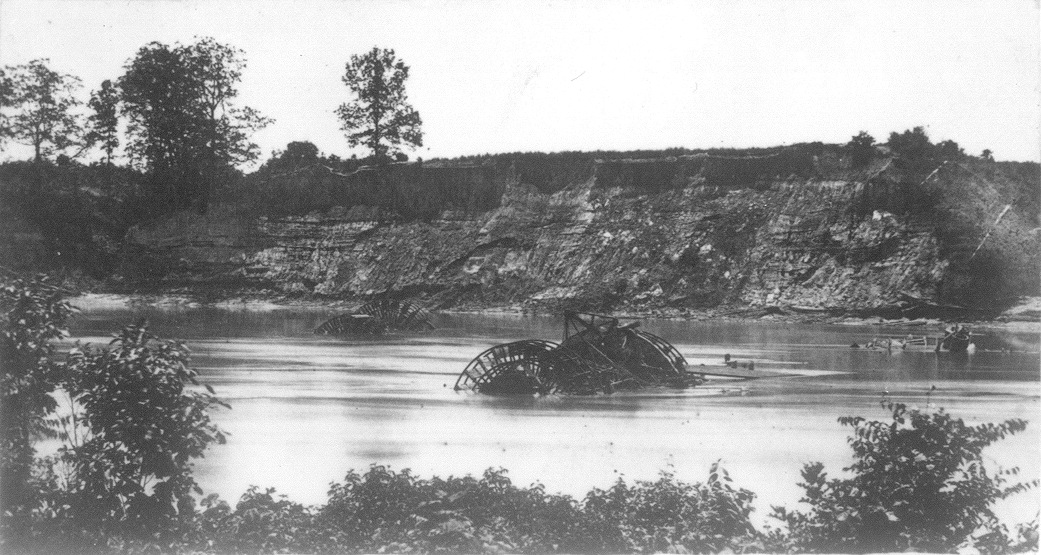
Die Drewry's Bluff Anhöhe am James River, im Vordergrund ragen die Schaufelräder der Jamestown aus dem Wasser, die dort 1862 als Flusssperre versenkt wurde (Foto von 1865)

Während des gesamten Krieges verblieben das Stammlager und Ausbildungseinrichtungen (Confederate Marine Corps Camp of Instruction) für Offiziere und Mannschaften in Fort Darling auf Drewry's Bluff. Zu Beginn des Halbinsel-Feldzugs bot Captain Augustus Harrison Drewry General Robert E. Lee an, auf seinem Grundstück am James River ein Fort zu errichten, um dort seine von ihm rekrutierte Einheit zu stationieren und der Verteidigung von Richmond ein weiteres Bollwerk hinzuzufügen. Drewry’s Bluff war nicht nur aufgrund seiner Nähe zur Hauptstadt der Konföderation gewählt worden, von dort aus konnte man auch den James River entlang einer langen Biegung sehr gut überwachen bzw. blockieren und auch schwer gepanzerte Feindschiffe wie die USS Monitor daran hindern, den Fluss hinaufzufahren um den Vormarsch der Unionsinfanterie zu unterstützen. Man rammte dort Pfähle in das Flussbett und bestückte sie mit Unterwasserminen, zusätzlich wurden entlang des Steilufers zwölf schwere Geschütze platziert und Gräben für Scharfschützen ausgehoben. Alle diese Maßnahmen sollten die Geschwindigkeit der Unionsschiffe verlangsamen, um sie länger im Feuerbereich der konföderierten Artillerie und Scharfschützen zu halten. Die CS-Marines trugen maßgeblich zur effektiven Bedienung dieser Geschütze bei, die alle in der Norfolk Navy Yard erbeutet worden waren.
Colonel Bealls Dienstsitz – und damit auch das Stabsquartier des Korps – befand sich in Richmond, Main Street Nr. 115. Auf Drewry’s Bluff entstand zwischen 1862 und 1863 eine kleine Siedlung, Camp Beall, in dieser Zeit übernahm Captain Sydney Smith Lee (der Bruder von General Robert E. Lee) das Kommando über das Fort und beaufsichtigte dessen Endausbau. Innerhalb eines Jahres wurden dort feste Kasernenbaracken errichtet, die Erdwerke des Forts wurden erweitert und dahinter zusätzliche Geschütze aufgestellt. Ende 1863 siedelten sich auch Familienangehörige der Garnison dort an, neben den Blockhütten errichtete man auch ein Hotel, ein Postamt und eine Kapelle mit angrenzendem Friedhof. Das Archiv des CSNC-Hauptquartiers wurde während der Evakuierung von Richmond am 2. April 1865 durch ein Großfeuer, das fast die ganze Stadt zerstörte, vernichtet, darunter auch die im Beall's Quartier aufbewahrten Dokumente. 1880 behauptete er, in einem Brief an einen Offizier des US-Marine-Corps, dass die „Bücher und Papiere“ des CSMC auf Anordnung des Marineministeriums, vernichtet worden waren, vermutlich um die Identifizierung der sich in Gefangenschaft befindlichen Marines zu erschweren. Lieutenant Nathaniel E. Venable, der Assistent des Quartiermeisters, rettete sein Archiv zunächst noch nach Danville (Virginia), wo es aber in den Wirren der letzten Kriegstage ebenfalls verloren ging. Bei der Erforschung des Korps ist man seither darauf angewiesen, Informationen aus persönlichen Briefen, Zeitungsberichten und den Erwähnungen der Marines aus den erhalten gebliebenen Dokumenten der Armee und der Marine zu gewinnen.

## Organisation
Als die konföderierte Hauptstadt nach Richmond (Virginia) verlegt wurde, wurde die Organisation des Korps dort abgeschlossen. Artikel V des Navy Act vom 16. März 1861 normierte die Organisation des CSMC:
Es sollte demnach
| - einen Major, - einen Quartiermeister, - einen Zahlmeister, - einen Adjutanten, - sechs Hauptleute, | - sechs Oberleutnante, - sechs Leutnante, - einen Sergeant Major, - einen Quartermaster-Sergeant und - hundert Mann |

umfassen. Als Vorbilder dienten die britischen Royal Marines und das United States Marine Corps. Von den Royal Marines übernahm man deren Organisationsstruktur, die auch weitgehend ihre Kampfesweise während des Krieges bestimmte. Die Kriegsartikel und Vorschriften der United States Navy wurden, indem man einfach „Vereinigte Staaten“ in „Konföderierte Staaten“ abänderte, vollinhaltlich übernommen. Die Vorschriften der CS-Navy enthielten deswegen auch keine größeren Änderungen, die das Marine Corps betrafen; außer einigen wenigen Passagen, die im Widerspruch zur Verfassung der Konföderation standen. Im Abschnitt 9 des diesbezüglichen Gesetzes hieß es hierzu:
„Alle Gesetze der Vereinigten Staaten, die bisher für die Regierung der Offiziere, Seeleute und Marinesoldaten der Marine der Vereinigten Staaten erlassen wurden und nicht im Widerspruch zu den Bestimmungen dieses Gesetzes stehen, werden hiermit übernommen und auf die Offiziere, Seeleute und Marinesoldaten der Marine der Konföderierten Staaten angewendet.“
Der Einsatz des CSMC in kleineren Abteilungen, die von ihren eigenen Offizieren kommandiert wurden, ermöglichte es dem Korps, bei den Kampfeinsätzen seine Autonomie weitgehend zu bewahren.

### Offiziere

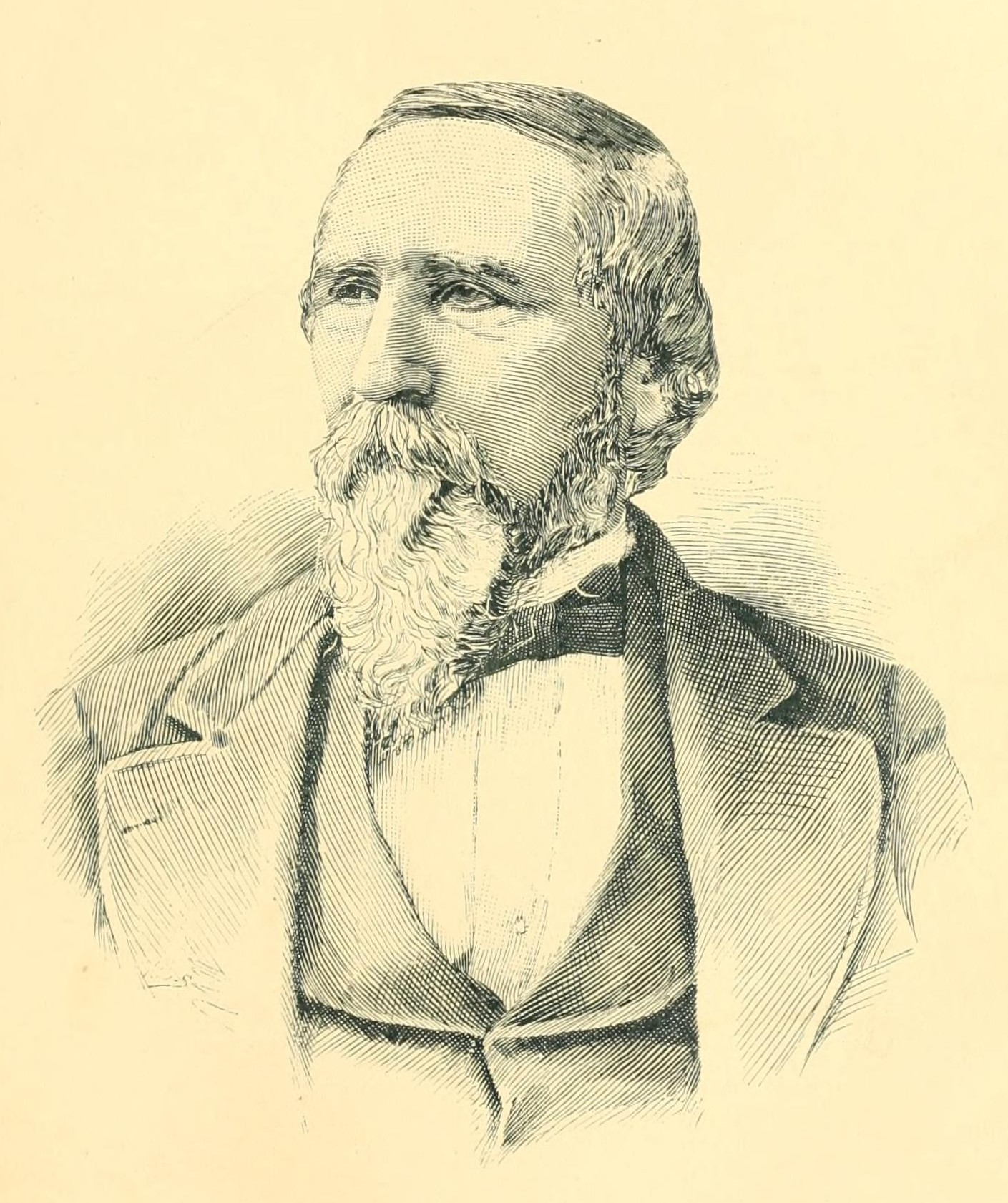
Colonel-Commandant Lloyd James Beall

Ein am 21. Mai 1861 vom Konföderiertenkongress verabschiedetes Gesetz ermächtigte den Präsidenten, auch Offiziere der regulären Armee vorübergehend in Freiwilligeneinheiten zu versetzen. Aufgrund dessen dienten viele dort als Feld- und Generalstabsoffiziere. Ende 1861 wurde das Gesetz novelliert, um auch diejenigen einzubeziehen, die in den Stäben des Generalsadjutanten/Generalinspektors, als Chefingenieure oder bei der Artillerie dienten. Obwohl man im Süden generell keine Brevet-Ränge verlieh, hatten einige CSMC-Offiziere auch Kommandostellen bei der Armee inne, so dass deren Regularien auch für Marineinfanteristen galten, grundsätzlich unterlag das Marine Corps aber primär den Vorschriften der Confederate States Navy. Der Oberst-Kommandant der Marines unterstand direkt dem Marineminister, höherrangige Marineoffiziere konnten ihm in Bezug auf das Marine Corps nur bedingt Befehle erteilen. Die Standortkommandanten oder Kapitäne hatten hingegen die uneingeschränkte Befehlsgewalt über die Marinewachen bzw. ihrer Kompanien inne, aber nur der Marineminister konnte eine komplette CSMC-Kompanie an einen anderen Einsatzort versetzen.
Während der ersten Wochen der Marines befehligte Marineminister Stephen Mallory persönlich das Korps. Lloyd J. Beall, diente bis zum Ausbruch des Bürgerkrieges als Zahlmeister im Unionsheer. Beall trat nach Absolvierung der Militärakademie West Point, im selben Jahrgang wie Jefferson Davis, zunächst dem 1. Infanterie- und später dem 2. Dragonerregiment bei, war also ohne jegliche Marineerfahrung, die meisten der ihm unterstellten Führungsoffiziere stammten jedoch aus der US-Navy bzw. dem USMC. Wie viele andere gleichgesinnte Offiziere sah er die Südstaaten als die wahren Erben der Revolution von 1776 und bot daher der Konföderation seine Dienste an. Beal wurde am 23. Mai 1861 zum Colonel-Commandant ernannt und hatte diese Stellung bis zum Ende des Krieges inne.
Sein Stab bestand aus:
| - einem Zahlmeister, - einem Quartiermeister, - einem Adjutanten, | - einem Sergeant Major, - einem Quartermaster Sergeant und - zwei Schreibern. |

Von den 63 Offizieren des United States Marine Corps traten 28 aus dem Korps aus oder wurden entlassen, 19 von ihnen traten dem Confederate States Marine Corps bei. Ein konföderiertes Gesetz vom 14. März 1861 normierte, dass jeder US-Offizier, der innerhalb von sechs Monaten nach Verabschiedung des Gesetzes von seinem bisherigen Posten zurücktrat und sich der Konföderation zur Verfügung stellte, unverzüglich in deren Armee übernommen wurde und seinen vorherigen Dienstrang beibehalten konnte. Ein weiteres, am 11. April 1863 verabschiedetes Gesetz, legte fest, dass:
„Jene Marineoffiziere, die infolge der Sezession aus der US Navy ausscheiden und deswegen inhaftiert werden, für die Dauer ihrer Haft, d. h. bis zu ihrer Übernahme in die Navy oder zum Marine Corps der Konföderierten Staaten, Urlaub und eine finanzielle Entschädigung zugestanden wird.“
Am 31. Mai 1861 berichtete in diesem Zusammenhang der Richmond Dispatch, dass:
- Lieutenant-Colonel Henry Ball Tyler Sen.[49],
- Captain George Terrett,[50]
- Captain Algernon Taylor,[51]
- Lieutenant J. E. Muire und
- Lieutenant Israel Green[52]

ihre Kommandos im USMC zurückgelegt hatten. Innerhalb der nächsten sieben Monate avancierten vier von ihnen zu Stabsoffizieren des CSMC. Da das Marine Corps eine reguläre Einheit war, wurden seine Offiziere aber nicht wie bei den meisten Freiwilligenregimentern gewählt, sondern per Dekret ernannt.
Offizierskorps ab 1862:
| - Ein Oberst - Ein Oberstleutnant - Drei Majore (Quartiermeister, Zahlmeister und ein Adjutant) | - Zehn Hauptleute - Zehn Oberleutnante - Zwanzig Leutnante |

### Unteroffiziere

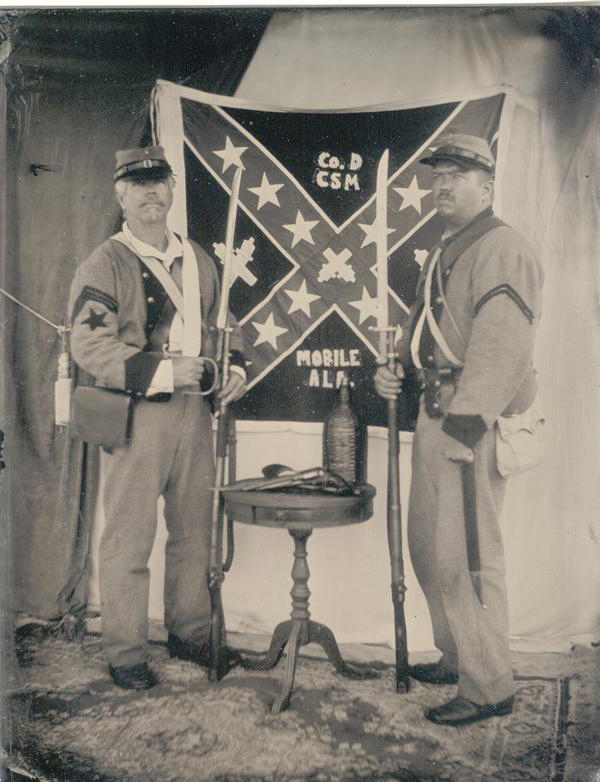
Reenactors als Ordnance Sergeant und Corporal der CSMC-Kompanie D (2010)

Während nur wenige der einfachen Soldaten dem USMC den Rücken kehrten, galt dies nicht für die Unteroffiziere. Viele von ihnen stammten aus den nördlichen Grenzstaaten der CSA, nachdem diese sich von der Union lossagten, folgten auch sie ihrem Beispiel. Fast ein Drittel (20 von 63) schworen der Konföderation die Treue. Neunzehn von ihnen waren maßgeblich am Aufbau des CSMC beteiligt. Es dauerte allerdings etwas länger, bis auch der Posten des Sergeant Major besetzt werden konnte, was die Regierung dazu zwang, die Stelle öffentlich im Mobile Advertiser and Register auszuschreiben. Die Sergeanten stammten überwiegend aus den Reihen des US-Marine-Corps.

### Mannschaften
Der durchschnittliche Marine war irischer oder deutscher Abstammung, zwischen 18 und 30 Jahre alt und verfügte nach heutigen Maßstäben nur über einen geringen Bildungsgrad. Eine Untersuchung der Musterungs- und Gehaltslisten zeigt einen hohen Grad an Analphabetismus. Nur einer von zwanzig (einschließlich der Unteroffiziere) konnte seinen Namen schreiben. Die meisten malten nur ein „X“ auf ihren Vertrag, und der Musterungsoffizier oder Zahlmeister unterschrieb für ihn. Trotz der relativ geringen Zahl der Überläufer wurde das USMC dadurch dennoch empfindlich geschwächt. Auch Rekruten ohne Seeerfahrung konnten sich für den Dienst in dieser Einheit melden. Einige wurden auch durch die Zusammenführung oder Auflösung anderer Truppenkontingente im Süden, wie den Virginia State Marines, danach in das CSMC übernommen. Aber nicht alle Marinesoldaten taugten offensichtlich als Vorbilder; Raphael Semmes, der Kommandant des Kaperschiffs Sumter, stellte einen Marineinfanteristen der Schiffswache vor ein Kriegsgericht, weil er beim Bewachen von Gefangenen eingeschlafen war. Semmes notierte hierzu in seinem Tagebuch:
„Die Marines, die größtenteils aus Ausländern – Deutschen – bestehen, sind die schwierigsten Männer, die ich an Bord habe. Es ist sehr schwer, sie zu disziplinieren.“
Unteroffiziers- und Mannschaftsstand ab dem 24. September 1862:
| - Ein Sergeant Major - Ein Quartiermaster-Sergeant - Sechzig Sergeants - Sechzig Korporale | - 840 Gefreite - Dreißig Trommler - Dreißig Pfeifer - Zwei Musiker erster Klasse - Zwei Musiker |

## Besoldung
Artikel V des Navy Act legte auch die Bezahlung der Marines sowie ihre Verpflegungsrationen fest. Der Wert der im Gesetz genannten Marineration wurde am 1. März 1861 auf 25 Cent festgesetzt. Der Sold (samt Zulagen) entsprach dem der Offiziere und Mannschaften der Infanterie, mit der Ausnahme, dass den Marines die gleichen Rationen wie die der Seeleute zustanden. Bei der ersten Einberufung wurde Freiwilligen ein Handgeld in der Höhe von 50 US-Dollar ausbezahlt, 40 US-Dollar bei einer erneuten Einberufung. Mangels finanzieller Mittel für Sonderzahlungen wurde es für das Korps aber immer schwieriger neue Rekruten anzuwerben. Mallory beantragte z. B. für das am 4. Februar 1862 endende Haushaltsjahr Geldmittel in Höhe von insgesamt 11.512 Dollar, das war der Sold für das gesamte Marine Corps. Zu diesem Zeitpunkt war die Heuer eines Navy-Matrosen auf 18 Dollar/Monat festgelegt, was den Marinesoldaten mit nur 15 Dollar, der im Allgemeinen unter den gleichen Bedingungen diente, klar benachteiligte. In Mobile (Alabama), erschienen 1862 in den Zeitungen Anzeigen, die für jene, die freiwillig dem Korps beitraten (neben der Werbeprämie von 50 Dollar), und jedem, der an der Kaperung oder Versenkung eines feindlichen Schiffes beteiligt war, dafür zusätzlich ein Prisengeld in Aussicht stellte. Die Solderhöhungen konnten zudem trotz mehrerer Anpassungen nicht einmal annähernd mit der gallopierenden Inflation, bedingt durch die rapide Entwertung des CSA-Dollars, und den dadurch immer höher steigenden Lebenshaltungskosten im Süden Schritt halten. Zudem war bis 1864 der Sold eines Marines immer noch um 3 Dollar niedriger als der eines Soldaten. Darüber stand allen Marineoffizieren alle drei Jahre eine Dienstalterszulage von neun Dollar zu. Alle Feld- und Stabsoffiziere bezogen zudem Futterzulagen für drei Pferde, in Summe waren das 24 Dollar pro Monat. Bis 1864 stieg der Sold eines Marine zwar auf 15 Dollar pro Monat an (den ursprünglich für einen einfachen Infanteristen im Jahr 1861 festgelegten Satz), als deren Sold jedoch auf 18 Dollar erhöht wurde, wandte sich Colonel Beall an Marineminister Mallory. In seinem Bericht vom 30. April 1864 hieß es:
„Das Korps ist wie ein Infanterieregiment organisiert, dem es in Bezug auf Sold und Zulagen gleichgestellt werden sollte. Da der Monatssold der Unteroffiziere, Musiker und einfachen Soldaten derzeit drei Dollar niedriger ist als der der gleichen Dienstgrade in der Infanterie, wird eine entsprechende Erhöhung empfohlen.“
Bealls Antrag wurde zunächst ignoriert, erst am 13. Dezember 1864 verabschiedete man auf Empfehlung des Marineausschusses den Gesetzesentwurf Nr. 274, der den Sold der Unteroffiziere und Mannschaften dem der Infanterie anglich.
Besoldung ab dem 1. Jänner 1864:
| Dienstrang             | Sold pro Monat |
| ---------------------- | -------------- |
| Colonel-Commandant     | $ 195          |
| Lieutenant Colonel     | $ 170          |
| Major                  | $ 150          |
| Paymaster              | $ 162          |
| Quartermaster          | $ 162          |
| Adjutant               | $ 162          |
| Captain                | $ 130          |
| First Lieutenant       | $ 90           |
| Second Lieutenant      | $ 80           |
| Ordnance Sergeant      | $ 24           |
| Quartermaster Sergeant | $ 21           |
| Sergeant               | $ 21           |
| Corporal               | $ 17           |
| Drummer and Filer      | $ 16           |
| Marine                 | $ 15           |

## Nachschub und Logistik
Das CSMC hatte mit denselben Nachschubproblemen zu kämpfen wie alle konföderierten Armeen. Auch das Problem der Vielfalt des Waffensortiments des CSMC blieb während des gesamten Bürgerkriegs ungelöst. Dies stellte eine große Belastung für das Beschaffungswesen des Militärs dar, da man permanent Munition für Waffen der verschiedensten Kaliber auftreiben musste. Abgesehen gesehen davon fehlte der Konföderation auch die industrielle Basis, um seine Truppen im Feld zuverlässig mit allen notwendigen Rüstungsgütern zu versorgen. Nachdem auch die wirtschaftlichen Kerngebiete der Konföderation von den Unionstruppen besetzt oder zerstört waren, wurde es sogar schwierig, Soldaten und Zivilbevölkerung ausreichend zu ernähren. Die Neutralisierung der meisten Eisenbahnknotenpunkte im Süden durch die Unionstruppen besiegelte schließlich auch das Schicksal des CSMC. Die Probleme bei der Beschaffung von Kleidung und Ausrüstung lagen auch daran, dass das CSMC aufgrund eines übereilten Kongressbeschlusses beinahe seinen Quartiermeister verloren hätte. Major S. Gonzales trat im September 1861 von seinem Posten zurück, Major Algernon Taylor wurde erst im Dezember 1861 zum Quartiermeister ernannt. Zur gleichen Zeit wies Colonel Beall Minister Mallory noch darauf hin, dass ein Gesetzentwurf vor dem Kongress liege, der die Quartiermeisterstelle abschaffen und den amtierenden Zahlmeister zur Übernahme der Nachschubagenden verpflichten sollte. Beall war zudem der Ansicht, dass der Sonderstatus seiner Einheit eine „in sich geschlossene“ Marineinfanterie erfordere. Der Zahlmeister, so betonte er weiters, könne deswegen nicht ständig in Richmond bleiben, um dort auch noch das Quartiermeisteramt zu leiten, wenn er die Soldauszahlungstage einhalten wolle. Er schloss mit der Bemerkung, dass:
„...das Marineinfanteriekorps nun unter einem Mangel an Kleidungsnachschub leide, da es seit einiger Zeit keine Quartiermeisterstelle mehr gibt.“
Ab dem Jahr 1863 erschwerte die hohe Inflation auch immer mehr die Beschaffung von Rüstungsgütern. Die Uniformausstattung eines Marinesoldaten für zwölf Monate kostete die Regierung mittlerweile 297 Dollar; wegen der hohen Lebensmittelpreise mussten noch dazu die Mannschaftsrationen im Wert von 2,50 Dollar pro Tag gedrückt werden. Besonders die Bereitstellung angemessener Kleidung für seine Marinesoldaten bereitete Colonel Beall während des gesamten Krieges großes Kopfzerbrechen. Zudem erreichten den Adjutanten und Quartiermeister des Korps ständig Beschwerden über ihre zunehmend schlechter werdende Qualität. Wegen der galoppierenden Inflation mussten Mitte 1864 Schuhe und Baumwollhemden zum doppelten Preis von 1863 beschafft werden, einige Marines verkauften deshalb kurzerhand ihre Uniformen. Die aufgrund ihres Schnittmusters leicht zu erkennende Marinekleidung, die sich im Besitz von Zivilisten befand, wurde beschlagnahmt. Bis Ende 1864 hatte sich im Süden die allgemeine Situation noch weiter verschlechtert, der Oberstkommandant erließ daher die General Order Nr. 12, der die Marinesoldaten zum sparsamen Umgang mit ihrer Kleidung anhielt und im Fall des Verkaufs oder unsachgemäßer Entsorgung strenge Strafen androhte.

## Bewaffnung und Ausrüstung

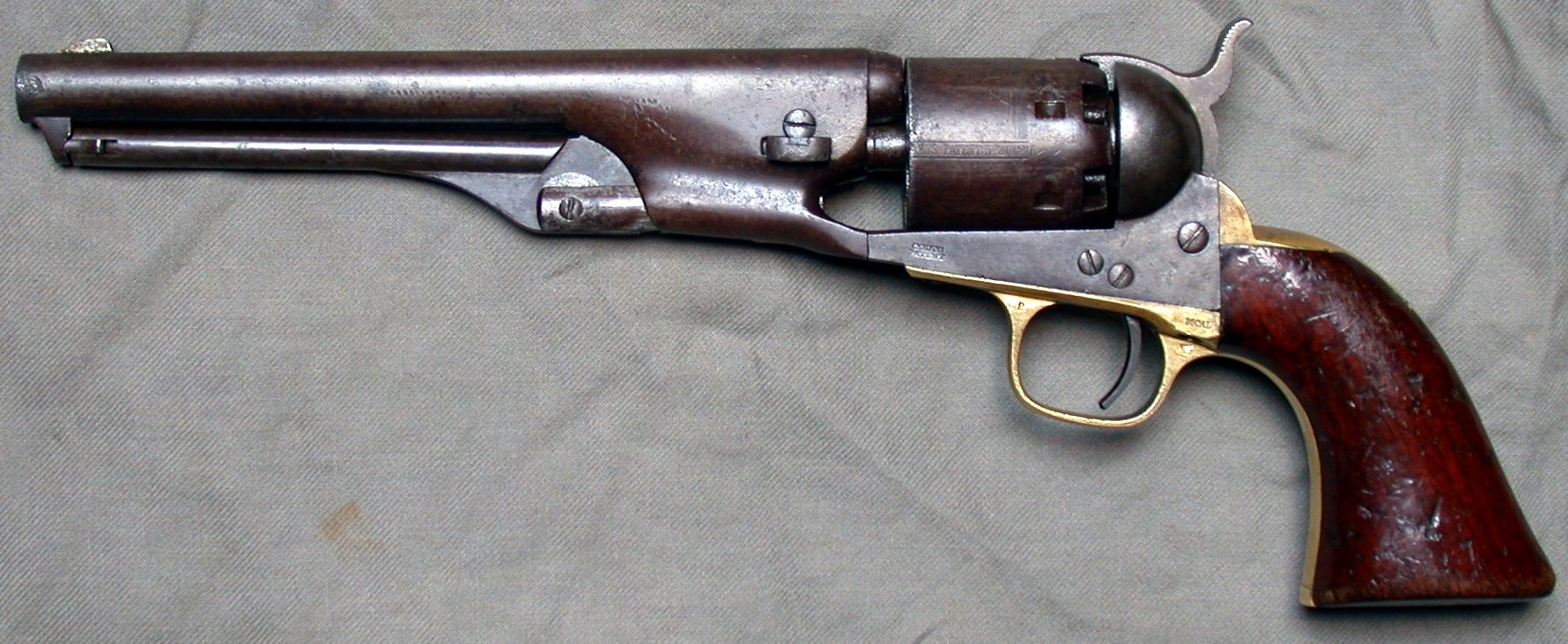
Perkussionsrevolver; Colt Navy Model 1861
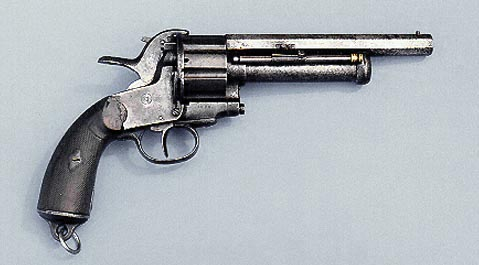
LeMat Revolver
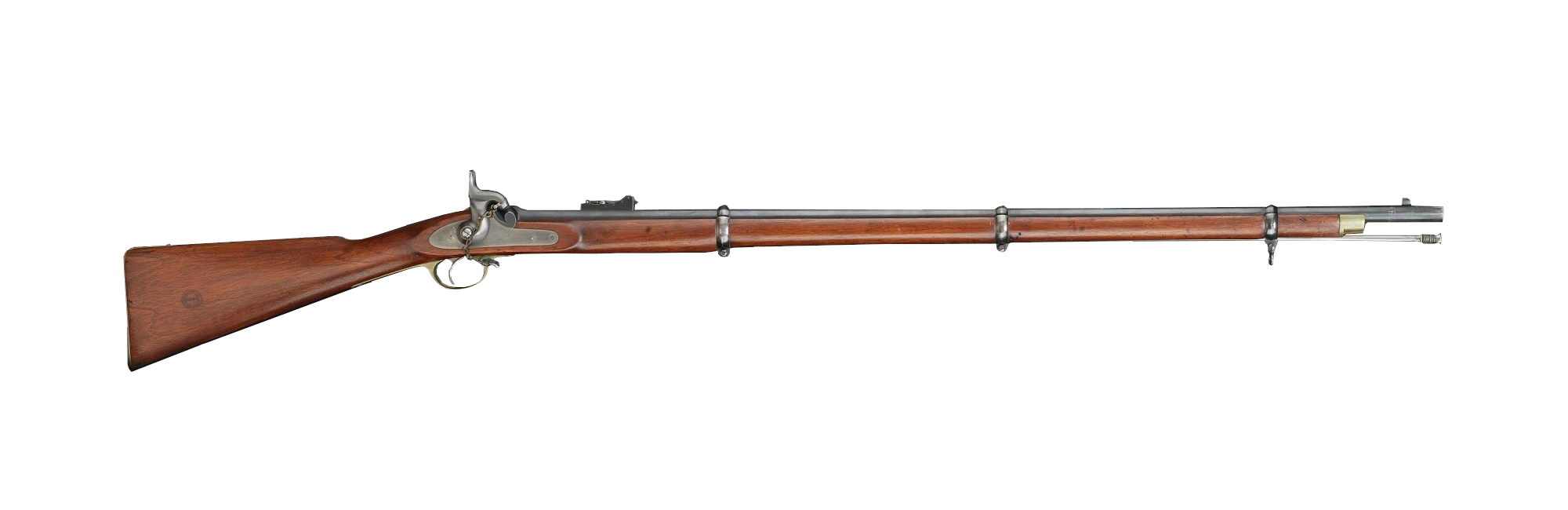
Englische Enfield Pattern 1853 rifle-musket
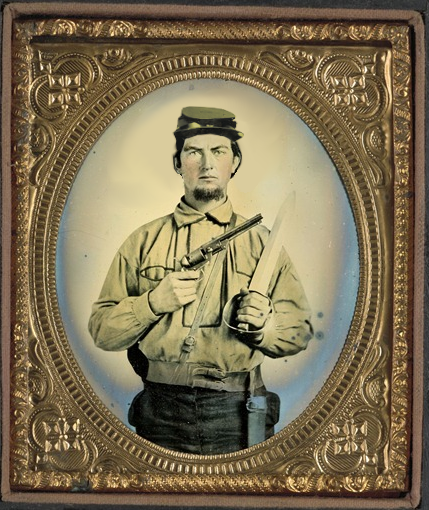
Konföderierter Soldat mit Colt Navy und D-guard Bowie-Messer

Während der akuten Engpässe in den frühen Tagen des Krieges wurden Waffen aller Art verwendet. Mindestens ein Marine war z. B. noch mit einer antiquierten englischen Tower-Muskete bewaffnet, die 1812 bei den Milizeinheiten eingeführt worden war. Erhalten gebliebene Quartiermeisteraufzeichnungen zeigen, dass die Kompanie A u. a. 1862 die Übernahme von Enfield-Musketen (Modell 1853) und noch anderer englischer Gewehre quittiert hat. Viele der einberufenen Soldaten brachten oft auch ihre eigenen Waffen mit. Im Mobile Daily Register and Advertiser erschienen häufig Rekrutierungsanzeigen, die den Freiwilligen neben Uniformen, guter Verpflegung, medizinischer Versorgung etc., auch „Enfield-Gewehre mit Schwertbajonetten“ in Aussicht stellte. Captain Van Benthuysen bewertete die Enfields seiner Kompanie B als „ausgezeichnet“. Auf Rekrutierungsplakaten wurde versprochen, dass bestimmte Küstenwachbataillone mit „englischen Gewehren“ und „französischen Enterschwertern“ ausgerüstet werden sollten. Nach 1862 war die Enfield Muskete nicht nur die beliebteste, sondern auch die effektivste Waffe im Arsenal der konföderierten Streitkräfte. Die Marinesoldaten trugen zusätzlich einen Ledergürtel, eine Patronentasche und ein Bajonett. Der Gürtel bestand aus Büffelleder, war fünf Zentimeter breit und bis zu 112 Zentimeter lang. Ein Messinghaken mit Ösen diente zur Befestigung. Die Bajonettscheide bestand aus schwarzem Leder, war 49 Zentimeter lang und wurde mit einer Schlaufe am Gürtel befestigt. Es wurde weiters eine für die damalige Zeit übliche Patronentasche für Musketen aus schwarzem Leder verwendet. Auf den Klappen der Marine-Patronentaschen waren wahrscheinlich auch die Buchstaben „C.S.M.C.“ eingeprägt. Die Schultergurte für die Patronentaschen waren 1,5 Meter lang und 3,8 Zentimeter breit. Messinghaken mit Ösen an einem Ende dienten zur Befestigung und Anpassung des Gürtels.
Revolver wurden im Allgemeinen an Offiziere und Stabsunteroffiziere, aber auch an jene Marinesoldaten ausgegeben, die in Einsatzkommandos dienten. Das Sortiment an Seitenwaffen und Langwaffen der Marines war im Übrigen wohl das gleiche, das auch in den Landarmeen verwendet wurde. Man benutzte auch modernisierte Steinschlossmusketen, erbeutete Springfield Model 1861 U.S. Percussion Rifle-Musket oder Nachbauten. Die Unteroffiziere der Marines trugen Säbel, Privates Bajonette, die besonders zu Kriegsbeginn beliebten riesigen Bowie-Messer und Tornister mit Riemen zur Befestigung am Gürtel, wie sie z. B. auch in der britischen Armee verwendet wurden. Als Seitenwaffen dienten meist erbeutete Colt Navy Revolver (Modell 1860) oder der LeMat Percussion Revolver. Die Trommel dieses von konföderierten Offizieren entworfenen Revolvers konnte mit neun Patronen und einer Schrotladung geladen werden. 600 Exemplare wurden an die CS-Navy geliefert, da sie sich gut für den Enterkampf eigneten. Man hielt ihn dort allerdings für qualitativ minderwertig. Offizierssäbel waren an einem Gürtel aus schwarzem Leder befestigt. Der Gürtel war im Durchschnitt 3,8 bis 5 cm breit und verfügte über Schlingen und einen Haken zur Befestigung der Waffe. Über die Säbel der konföderierten Marineoffiziere ist wenig bekannt. Mehrheitlich wurden wohl Modelle verwendet, die dem vom US-Kriegsministerium am 9. April 1850 normierten Muster entsprachen. Sie waren den in der französischen Armee verwendeten Säbel nachempfunden und hatten einen halben Korbgriff. Die Scheide war meist aus schwarzem Leder und mit Messingbeschlägen verziert. Viele Säbelvarianten aus Eigenproduktion, aus der Union sowie eine Reihe ausländischer Klingen wurden im Süden verwendet, und es ist wahrscheinlich, dass Marineoffiziere sie an sich nahmen, wo sie sie fanden oder erbeuten konnten. Bestand und Zustand von Uniformen und Ausrüstung wurden streng kontrolliert. Bei jedem Kommandowechsel und bei regelmäßigen Inspektionen wurde zudem eine Inventur durchgeführt.

## Uniformen

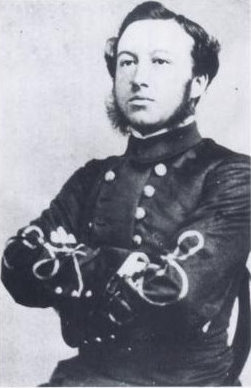
Marine-Lieutenant Frances H. Cameron (1864).

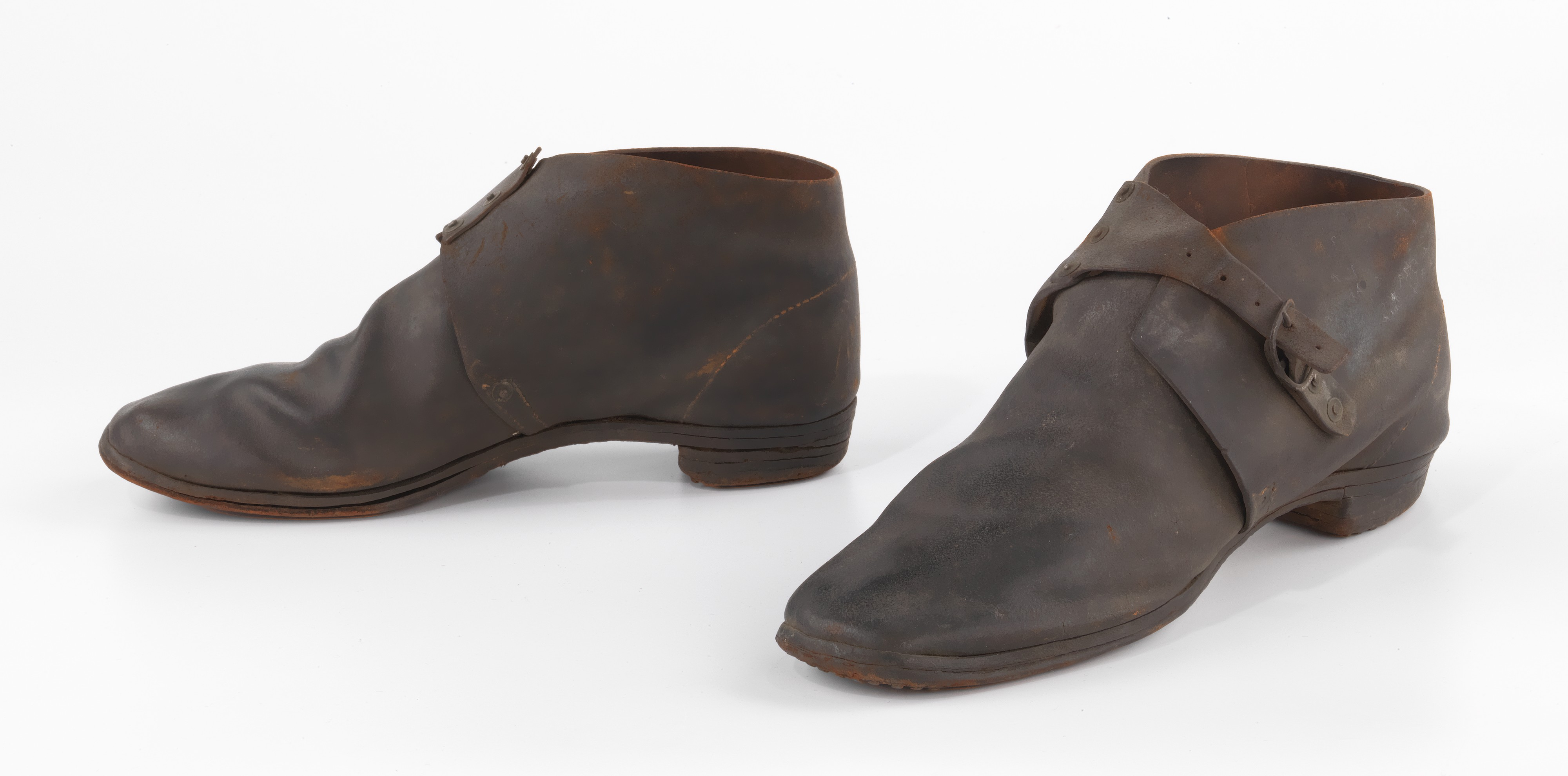
Im Bürgerkrieg verwendete Brogan-Schuhe (The Metropolitan Museum of Art)

Ein CS-Marine hatte bei Dienstantritt (theoretisch) Anspruch auf eine vollständige Uniform. Die Sichtung von erhalten gebliebenen Bekleidungsabrechnungen ergab, dass man die von der Regierung vorgegebenen Standards nicht immer einhalten konnte. Insgesamt war die Ausgabe von drei Uniformgarnituren pro Mann vorgeschrieben:
- eine Winteruniform (Grauflanell),
- eine Sommeruniform (Leinen) und
- eine Arbeitsuniform.

Mit einem Schreiben des Marineministeriums vom Mai 1861 wurde der in England ansässige Agent mit der Beschaffung von tausenden Hosen, Jacken, Mäntel/Wachmäntel, Schuhe, Flanellhemden, Flanellunterhosen, Wollsocken, Decken, Feldmützen und Hemden aus Leinen und Baumwolle beauftragt. Die Uniformen des Marine Corps ähnelten den für das Landheer vorgeschriebenen Exemplaren. Es gibt jedoch in der Forschung noch Kontroversen über einige ihrer Details. Da die Anzahl der CSMC Angehörigen nie sehr groß war und ein Großteil seines Archives vernichtet wurde, fehlen hierzu aussagekräftige Bild- und Schriftquellen. Man weiß, dass die Marines oft auch einfach aus Beständen privater Läden ausgerüstet wurden, meist aus denen, die ihrem Standort am nächsten waren. Ein Großteil der vom CSMC verwendeten Ausrüstung wurde aus Europa, insbesondere Großbritannien und seinem Dominions, hauptsächlich Kanada, importiert. Deshalb bot ihre Ausrüstung wohl ein recht vielfältiges Erscheinungsbild.

### Offiziere
Die meisten der Offiziere verwendeten wohl die vorschriftsmäßigen (französischen) Képis, grau oder blau gefärbt, mit Schirm und Kinnriemen aus schwarzem Leder, als Kopfbedeckung. Unklar ist aber, ob sich auf deren Ober- oder Vorderseite auch Verzierungen (Paspelierungen) befanden wie sie bei der Armee üblich waren. Es sind auch bislang keine dem CSNC zuordenbaren Mützenverzierungen oder Einheitssabzeichen bekannt geworden, wegen der gravierenden Versorgungsprobleme war man wohl gezwungen, ohne sie auszukommen. Eine erhalten gebliebene Zuteilungsliste für Marinesoldaten aus dem Jahr 1864 u. a. zählt eine Ausgehmütze und drei Feldmützen auf. Eine zeitgenössische Beschreibung besagt weiters, dass die Offiziere Waffenröcke, mit zwei Reihen bestehend aus sieben Knöpfen und dazu hellblaue oder schwarze Hosen trugen. An der Außennaht befand sich ein schwarzer Stoffstreifen oder eine Paspelierung. Einige Offiziere trugen im Seedienst wahrscheinlich, wie die Marineoffiziere, auch graue Hosen. In den Sommermonaten wurde manchmal weißer Drillich getragen. Die Röcke waren blau oder grau eingefärbt und aus Flanell oder Jeansstoff gefertigt. Darunter wurden ärmellose Westen getragen, die einen Stehkragen, drei oder vier schräge Taschen und neun Knöpfe, wahrscheinlich von Courtney & Tennent aus Charleston (South Carolina) produziert, auf der Vorderseite hatten. Die in England hergestellten Knöpfe waren aus Messing, auf der Vorderseite waren entweder ein Anker oder der Buchstabe „M“ eingeprägt, letztere hergestellt von der Firma „H T & B Manchester“, die viele Knöpfe an die CSA lieferte. Man schrieb jedoch kein spezielles Gürtelplattendesign für das CSMC vor. Im Dienst getragene Handschuhe mussten weiß sein. Als Schuhwerk trugen Offiziere Stiefel oder Jefferson- bzw. Brogan Boots.
Die Uniform von Marine-Lieutenant Henry Graves ist das einzige heute noch vollständig erhaltene Exemplar. Er trug sie als kommandierender Offizier der Marinewache an Bord der Savannah. Die Uniform befindet sich heute in der Sammlung der Atlanta Historical Society. Sie besteht aus hellblauen Hosen, einem zweireihigen, grauen Waffenrock mit Stehkragen, mit Schulterstücken und einer doppelten Reihe Messingknöpfe. Letztere stammen ursprünglich von einer Uniform des United States Marine Corps, die Knopfreihen sind oben zehn Zentimeter und unten drei Zentimeter voneinander entfernt aufgenäht, zusätzlich befanden sich vier Knöpfe an den Rockschößen. Die Offiziersschärpe ist ebenfalls noch vorhanden und besteht aus rotem Seidenstoff mit Fransenenden aus Bullion, lang genug, um zweimal um die Taille gelegt und gebunden zu werden. An der Hose befinden sich Messing- und Hornknöpfe für die Befestigung von Hosenträgern, an der Rückseite zwei Laschen mit Ösen und eine Kordel zur Weitenregulierung. Die – offenbar nach französischem Vorbild gestalteten – Schulterstücke bestehen aus einer verdrehten Goldschnur mit kleeblattförmigen Ende waren mit scharlachrotem Stoff unterfüttert und wurden mit einem Knopf am Waffenrock befestigt. Schulterstücke dieser Machart sind auch auf einem Foto (vermutlich aufgenommen im April 1863) zu sehen, das den Marine-Lieutenant James Campbell Murdock zeigt (siehe Weblinks).

### Unteroffiziere und Mannschaften
Mannschaften trugen dunkelblaue Kepis im französischen Stil mit schwarzen Schirmen und Kinnriemen sowie zwei seitlichen Messingknöpfen. Die Vorschriften besagten außerdem, dass den Mannschaften je zwei graue Uniformmäntel (Greatcoats oder „Talmas“) und vier graue Arbeitsjacken zugeteilt werden sollten. Es wurden sowohl Mäntel als auch kurze Shell-Jacken getragen. Marines wurden 1864 in der Nähe von Richmond in solchen Jacken gesehen, doch der längere Gehrock scheint der übliche Standard gewesen zu sein. Die Kragen und Ärmelmanschetten der Gehröcke waren mit schwarzen oder dunkelblauen Stoff besetzt. Sie bestanden aus Leinen, für Sergeants, aus Seide. Jeder Uniformrock war mit sieben Messingknöpfen (mit eingeprägten Buchstaben „M“) besetzt und reichte bis knapp über das Knie. Dunkelblaue Hosen wurden im Winter getragen, leichte weiße aus Baumwolle im Sommer. In heißen Klimazonen wurden sowohl blaue als auch graue Flanellhemden als Oberbekleidung verwendet. Weiße Baumwollhemden wurden auch unter den Mänteln getragen, zusammen mit einem Lederkragen der im Kampf den Hals schützen sollte. Auch Zeitungsberichte liefern Hinweise über das Aussehen der CSMC-Uniformen.
- Der Richmond Daily Examiner berichtete am 26. Mai 1862, dass ein Wachmann nach einer Schlägerei zwischen einem Soldaten und einem Marinesoldaten dessen blaue Stoffmütze im Besitz des Soldaten entdeckt habe.
- Der Savannah Republican erwähnt einen Marinedeserteur, der „...einen grauen Mantel und schwarze und blaue Hosen bei sich trug“.
- Der Mobile Advertiser and Register beschreibt einen anderen Marinedeserteur als „...mit einem grauen Mantel und schwarzer Hose bekleidet“.

Belege für die Übernahme von Kleidung verschiedener Marinestationen beinhalten graue Flanell-Uniformmäntel mit marineblauen Knöpfen, Hosen aus blauen oder grauen Flanell oder aus Satinette, weißen Leinen oder Drillich und schwarzer Alpakawolle, sowie Kepis in Grau oder Blau. Die Arbeitsuniformen scheinen offenbar recht häufig getragen worden zu sein, da sie relativ oft ausgegeben wurden. Die Schuhe dürften qualitativ minderwertig gewesen sein, da die Soldaten innerhalb einer vierjährigen Dienstzeit Anspruch auf 24 Paar hatten.

## Dienstgrade Offiziere und Unteroffiziere
Das Marine Corps trug Rangabzeichen, die mit denen der Armee nahezu identisch waren, der einzige Unterschied war die Ausrichtung und Farbe der Unteroffiziersstreifen (Chevrons).
| Dienstgrad            | Colonel | Lieutenant Colonel | Major | Captain | First Lieutenant | Second Lieutenant | Sergeant Major | Quartermaster Sergeant | Ordnance Sergeant | First Sergeant | Sergeant | Corporal |
| Uniformkragen         |         |                    |       |         |                  |                   |                |                        |                   |                |          |          |
| Schulter (beidseitig) |         |                    |       |         |                  |                   |                |                        |                   |                |          |          |
| Ärmel                 |         |                    |       |         |                  |                   |                |                        |                   |                |          |          |
| --------------------- | ------- | ------------------ | ----- | ------- | ---------------- | ----------------- | -------------- | ---------------------- | ----------------- | -------------- | -------- | -------- |